# 枢軸時代

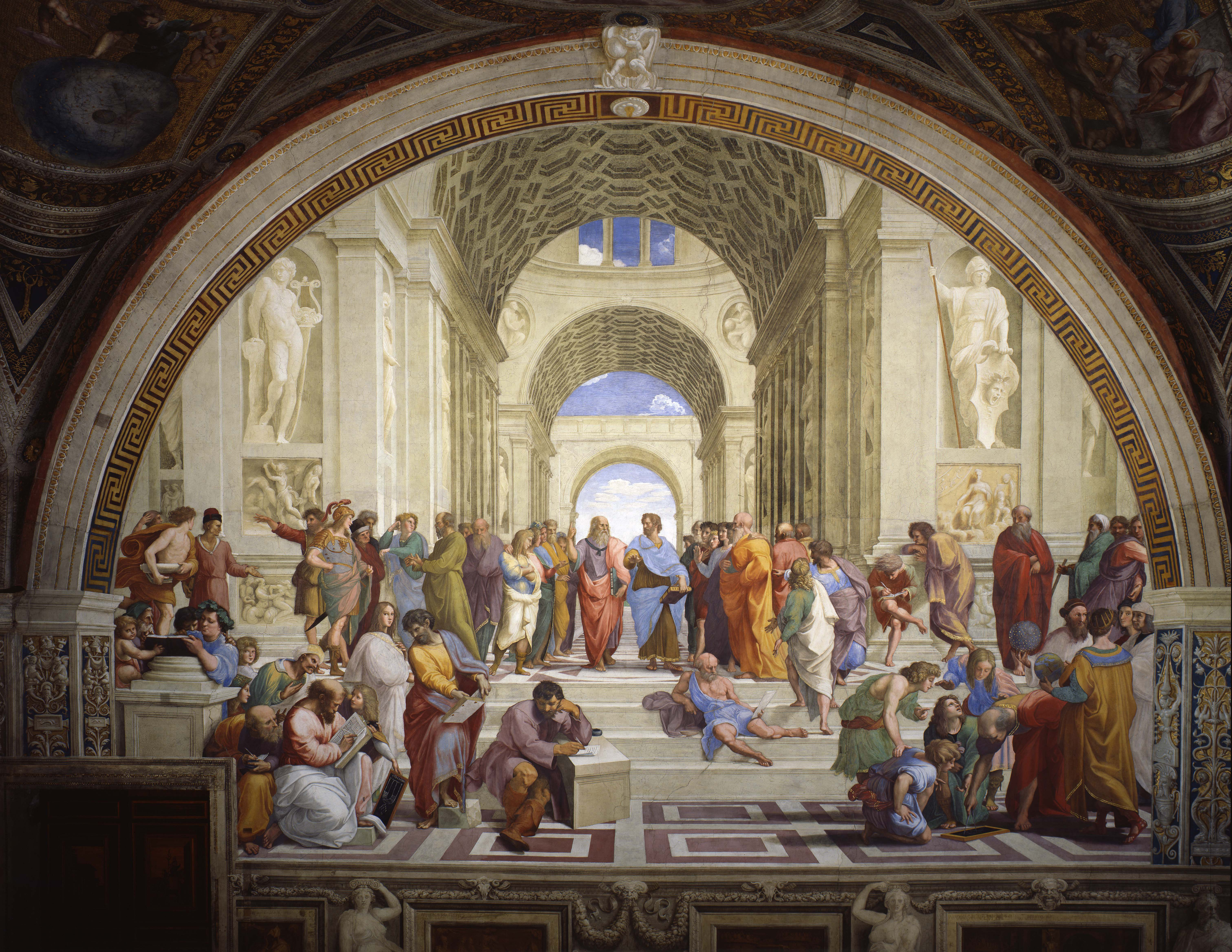
ギリシャの哲学者たち
ラファエロ・サンティ『アテナイの学堂』（1510-11、フレスコ）

枢軸時代（すうじくじだい、ドイツ語: Achsenzeit、英語: Axial Age）とは、ドイツの哲学者であり、精神科医でもあったカール・ヤスパース（1883年–1969年） が唱えた紀元前500年頃に（広く年代幅をとれば紀元前800年頃から紀元前200年にかけて）おこった世界史的、文明史的な一大エポックのことである。枢軸時代の他に「軸の時代」という訳語があてられることもある。
この時代、中国では諸子百家が活躍し、インドではウパニシャッド哲学や仏教、ジャイナ教が成立して、イランではザラスシュトラ（ツァラトストラ、ゾロアスター）が独自の世界観を説き、パレスティナではイザヤ、エレミヤなどの預言者があらわれ、ギリシャでは詩聖ホメーロスや三大哲学者のソクラテス・プラトン・アリストテレスらが輩出して、後世の諸哲学、諸宗教の源流となった。
なお、枢軸時代とは「世界史の軸となる時代」 という意味であり、ヤスパース自身の唱えた「世界史の図式」の第3段階にあたり、先哲と呼ばれる人びとがあらわれて人類が精神的に覚醒した時代、「精神化」と称するにふさわしい変革の起こった時代ととらえられる。
本項では、ヤスパースによって「枢軸時代」と命名され、互いに影響を受けることはなかったものの、異なる場所でほぼ同時代に展開された数世紀の思想史を取り上げ、その世界史における位置づけについて概略を述べる。

## 「枢軸時代」とは
カール・ヤスパースは、1949年に『歴史の起原と目標』（Vom Ursprung und Ziel der Geschichte） を刊行して自らの歴史観を述べ、あわせて歴史の将来と歴史の意味について語っており、「第1部 世界史/ 第1章 枢軸時代」では、紀元前500年頃を中心とする前後300年の幅をもつ時代を「枢軸時代」と称して、その輪郭を叙述して読者に注意を呼びかけている。
ヤスパースはこのように述べて、この時期には東西にすぐれた思想家が輩出し、その特徴は、「自己の限界を自覚的に把握すると同時に、人間は自己の最高目標を定め」、人びとが「人間いかに生きるべきか」を考えるようになった点にあり、これらの思想は、のちのあらゆる人類の思想の根源となったことを指摘している。
なお、この観点に着目したのはヤスパースが最初ではなかったことをヤスパース自身が『歴史の起原と目標』で述べている。それによれば、1856年にラソーが『歴史哲学新論』のなかで、1870年にヴィクトール・フォン・シュトラウスが『老子註解』のなかで同様の事実に注目している。
ただし、紀元前500年を中心とするこの思想史上の画期は、ヤスパースによれば19世紀後半以来、話題にされることはあっても本格的に論じられたことはなかった。同時的に展開されたこの文化的平行現象を問題とし、なぜ、このような時代が生まれたかを歴史学的に解明しようとした者はヤスパース以前にはついに現れなかったのである。

## ヤスパースの歴史観
ヤスパースによれば、彼の歴史観は、人類はひとつの起源とひとつの目標をもつという信念（「根本的信仰」）にささえられていた。これは、知識によって確実に知られるものではなく、漠然とした多義的な象徴によって感得せられるにすぎない。人間はどこから来てどこへ行くのか——そのことについてヤスパースは、実証的研究ではなく、哲学的な自覚を通して近づこうとした。歴史のなかの人間は、いわば起源と目標のあいだの過渡的な存在なのであり、起源と目標についてわれわれは何も知らないのである。
人類史をひとつの起源とひとつの目標の間の存在とみるヤスパースの歴史観は、アダムを人類の始祖として、世の終わりには「最後の審判」があって人類は神により裁かれて「永遠の霊の国」にまみえるというキリスト教の終末史観を連想させる。事実、ヤスパース自身も、自らの歴史観を語る際には、キリスト教神学におけるこの歴史観に言及している。しかし、ヤスパースによれば、そこで語られるアダムや霊の国は、あくまでも象徴的表現として提示されているのであり、現実の歴史的過程の反映ではない。ヤスパースは、キリスト教での啓示を超越者によるひとつの暗号形態とみているが、キリスト教的終末史観も同様に歴史そのもののあり方を告げる暗号形態のひとつとして把握するのである。
キリスト教信仰は必ずしも全人類の信仰ではない。「人間はどこから来てどこへ行くのか」を全人類を対象に考えていくためには、より広い歴史観に立たなければならない。ヤスパースが「枢軸時代」を提唱した理由のひとつもそこにあった。そしてまた、中国、インド、西洋で互いに他を知ることなく生じた文化的平行現象の謎は実証的研究によっては解明できない性質のものであるからこそ「謎」であり、平行現象の必然性を完全には立証できないからこそ偶然にみえる。とはいえ、この時代を設定することによって、ここを軸としてその前後にわたる人類全体の世界史の解明が可能になるとヤスパースは主張する。単に人間の精神上特筆すべき時代だというだけでなく、こうした視点からも「枢軸時代」設定の意義があると考えられた。

## それぞれの「枢軸時代」

### 中国における「枢軸時代」
紀元前11世紀、殷が滅び周王朝が中原の地を支配した。周の社会制度は封建制度を基本とするものであり、そこでは「礼」と呼ばれる身分秩序が最高の徳として重んじられた。しかし、紀元前8世紀になると異民族が侵入し、封建制度が崩壊して都は鎬京から洛邑に遷された。こののち中国は春秋戦国時代という単一の強力な政治権力のない時代がつづくこととなり、「春秋の五覇」ないし「戦国の七雄」とよばれた諸侯は富国強兵のための新しい考え方を求めた。そこで、この新しい時代の要請にこたえて、各地で活発な思想活動が展開されて、中国思想史上の黄金時代と称されるに至った。「諸子百家」（下表）とよばれた思想家たちによる活動がそれである。
| 学派   | おもな思想家                | 活躍した場所 | 思想内容・特色             | 主著・言行録     |
| 儒家   | 孔子（BC551?–BC479）        | 魯など       | 仁と礼                     | 『論語』『春秋』 |
| 儒家   | 曾子（BC506?–?              | 魯           | 孝道                       | 『孝経』         |
| 儒家   | 孟子（BC372?–BC289?）       | 魯           | 性善説                     | 『孟子』         |
| 儒家   | 荀子（BC298?–BC235）        | 趙           | 性悪説                     | 『荀子』         |
| 墨家   | 墨子（BC480?–BC390?）       | 魯→宋        | 兼愛交利、非攻説           | 『墨子』         |
| 道家   | 老子（?–?、孔子と同時代）   | 楚?          | 無為自然                   | 『老子道徳経』   |
| 道家   | 荘子（BC4世紀頃）           | 宋?          | 万物斉同                   | 『荘子』         |
| 法家   | 商鞅（?–BC338）             | 秦           | 国政改革（変法）           | -                |
| 法家   | 韓非（?–BC233）             | 韓           | 法治主義                   | 『韓非子』       |
| 兵家   | 孫武（BC5世紀頃）           | 呉           | 戦略・戦術（兵を凶とする） | 『孫子』         |
| 兵家   | 呉起（BC440?–BC381?）       | 魯・魏・楚   | 戦略・戦術                 | 『呉子』         |
| 名家   | 恵施（BC4世紀頃）           | 宋           | 論理学                     | -                |
| 名家   | 公孫竜（BC4世紀–BC3世紀頃） | 魯など       | 論理的思考                 | 『公孫竜』       |
| 農家   | 許行（?–?、孟子と同時代）   | 楚           | 農本主義、君臣並耕         | -                |
| 縦横家 | 蘇秦（?–BC317）             | 周           | 合従説                     | 『戦国策』       |
| 縦横家 | 張儀（?–BC310）             | 秦→魏        | 連衡説                     | 『戦国策』       |
| 陰陽家 | 騶衍（BC305?–BC240）        | 斉           | 陰陽五行説                 | -                |
| 雑家   | 呂不韋（?–BC235）           | 秦           | 諸学派の説を広く採用       | 『呂氏春秋』     |

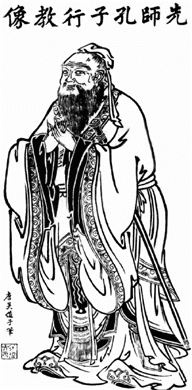
孔子

孔子は魯の国に生まれ、その中都の宰に取り立てられたことがあったとされるが、理想とした政治改革は受け入れられず、諸国を弟子達と遍歴することとなった。生前にはその理想は実現されなかったが、孔子を尊敬する弟子たちによって儒家が形成された。孔子の関心は混乱状態にあった社会秩序の再生にあり、その中心に「仁」をおいた。仁とは、人間同士に生まれる親愛の情、優しさのことである。これを、個人から家族、国家へとひろげていくことによって、究極的には天下が治まるとした>。

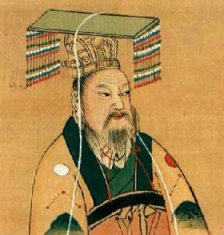
始皇帝

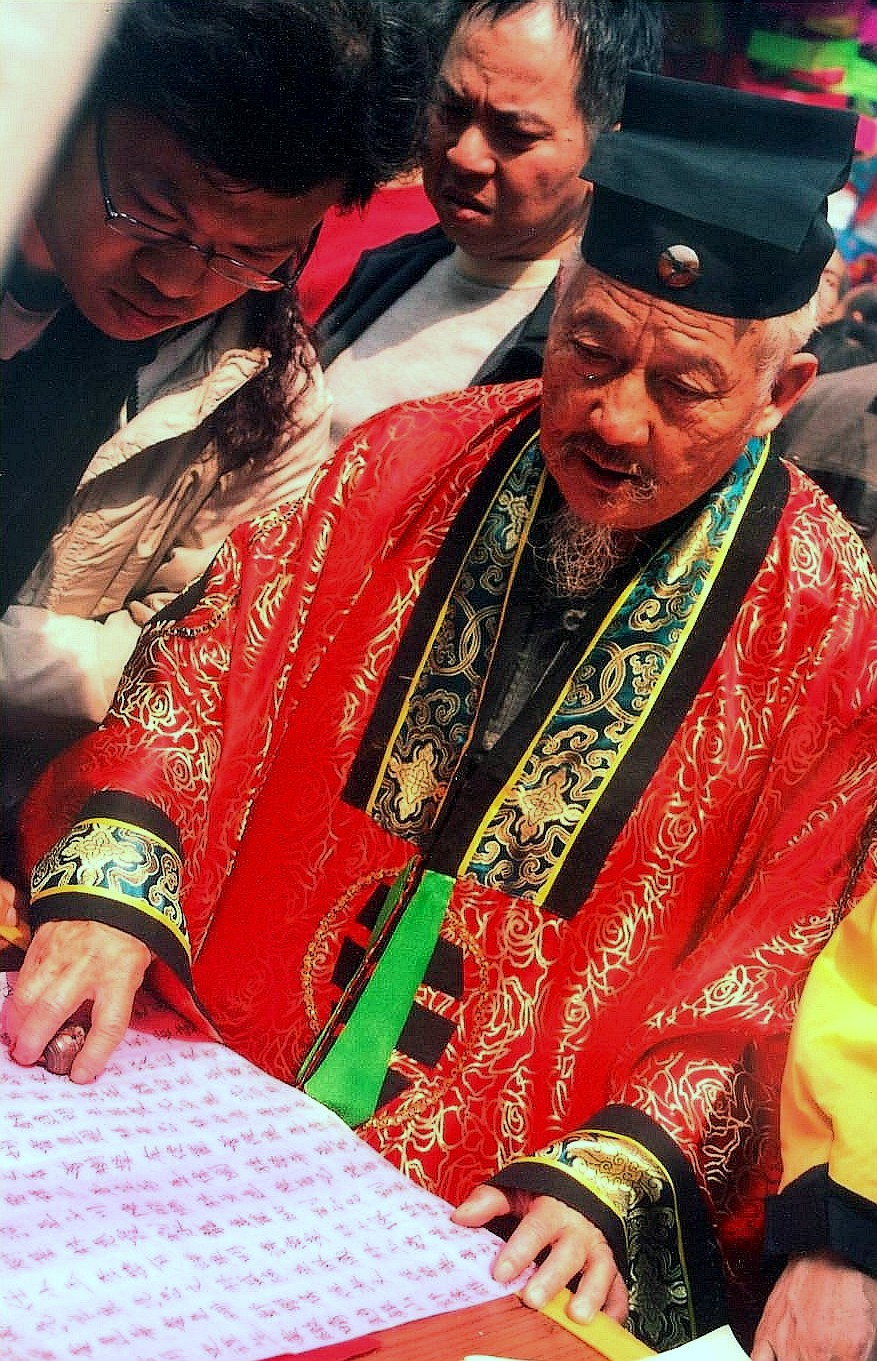
道士（2006年撮影、マカオ）

紀元前221年に中国を統一した秦の始皇帝は儒家の説を採用せず、荀子に学んだ丞相李斯の献策を受け容れて焚書坑儒を実行にうつし、法家の説を採用して法治主義を徹底させた。しかし、楚漢戦争ののち政権を握った劉邦（高祖）が漢（前漢）を建て、その第7代皇帝にあたる武帝は董仲舒の献策によって五経博士を設置して儒教を官学とした。王莽の時代以降、儒教は中国諸王朝の国教として採用され、隋の文帝以来科挙の制が整えられて、官吏登用をはじめとする政治制度、また、徳知主義的な政治思想など、その影響は多方面にわたった。
儒教が積極的に家族や政治のあり方を説いたのに対し老子や荘子などによる道家の思想（老荘思想）は、宇宙の根本原理（道）に立って、社会や国家の束縛を離れた無為で自然な姿に人間の本来のあり方を求め、むしろ現実の政治にはかかわることなく、隠遁的な生活や形而上学的方向をたどって、のちの中国哲学に大きな影響をおよぼした。
道教は、中国の民間信仰を基盤として成立し、南北朝時代の北魏の寇謙之によって教団整備がなされた宗教で、仏教や儒教を総合して壮大な体系を打ち立て、一部には道家の説を採用している。日本の江戸時代にとくに隆盛した庚申信仰などは道教に由来するものであるが、古墳時代に端緒をもつ神道も道教からの影響が認められるという。陰陽家による陰陽五行説もまた、干支と結びついて周辺諸民族の生活に大きな影響をあたえ続けた。
親愛と礼節を重んじ、力よりも文化を尊ぶ考え方は東アジア文化圏における伝統的なものの見方の源をかたちづくり、ここでは他の地域世界とは異なり、中国を中心とする冊封体制のもと、儒教、漢学、漢訳仏教などの文化が共有された。近世日本では、江戸幕府が儒学を官学に定め、保護奨励をおこなっている。
実用的、社会的性格の強い中国の思想は、近世には、イエズス会宣教師による書簡や『百科全書』などによりヨーロッパにも紹介され、そこでの啓蒙思想にも影響をあたえた。ヴォルテールは「儒教は実に称賛に価する。儒教には迷信もないし、愚劣な伝説もない。また道理や自然を侮辱する教理もない」と述べている。また、儒教における農業重視（農本思想）はフランスのフランソワ・ケネーの重農主義に影響をあたえたとされ、さらに科挙の制度はヨーロッパや日本の公務員採用試験に影響をおよぼしているといわれている。
なお、ヤスパースが引用文中に掲げた列子自身は、道家につらなる戦国時代の人物とされるが、その実在性は疑問視されている。著書とされる『列子』は古代中国における寓話の宝庫で、「杞憂」、「朝三暮四」、「疑心暗鬼」、「男尊女卑」などの著名な語句を生んでいる。

### インドにおける「枢軸時代」

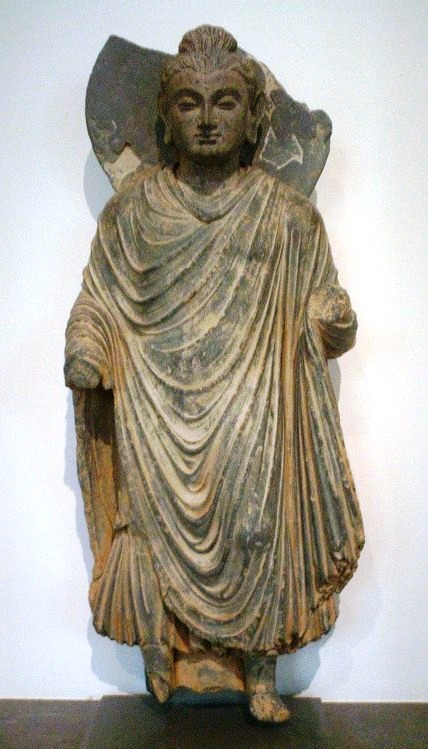
ブッダ立像
ガンダーラ仏（1世紀、パキスタン）、パリ・ギメ東洋美術館所蔵

ヒンドゥークシュ山脈のカイバル峠を越えて侵入したインド・ヨーロッパ語族のアーリヤ人は紀元前1000年頃、ガンジス川流域に進出して豊かな自然（神々）をたたえる讃歌（ヴェーダ）をつくり、司祭者階級であるバラモンを中心に、クシャトリヤ、ヴァイシャ、シュードラよりなる四姓制をともなうバラモン教の社会を形成した。
紀元前8世紀頃になると鉄器の使用がはじまり、紀元前7世紀から紀元前5世紀にかけて、ガンジス川流域にはマガダ国、コーサラ国などの十六大国が成立し、貨幣の使用が始まって商工業がきわめて発達し、クシャトリヤ、ヴァイシャが台頭してバラモンによる精神的支配が揺らぐようになった。
紀元前7世紀にあらわれたウパニシャッド は、こうしたバラモン教の形式化に対する反省をもとにあらわれた内部革新の現れのひとつであった。ウパニシャッド哲学の根本となる教義は、宇宙の原理ブラフマン（梵）と人間の本質アートマン（我）が一体であるという思想（梵我一如の思想）であり、それを正しく知ることから人は輪廻（サンサーラ）の苦しみから脱却できるとしたものであり、この思想は、のちのあらゆるインド哲学に影響をあたえた。なお、ウパニシャッド最大の哲人とよばれるのが紀元前7世紀から紀元前6世紀にかけて現れたヤージュニャヴァルキヤである。
政治的分裂と商工業の発展により、インドでは国家統一のための新しい理念が求められるいっぽう、分裂にともなう抗争の激化と商工業の発展にともなう貧富の差の拡大によって深刻な社会不安が醸成されており、それに応えるべく多くの思想家が現れた。その代表的な人物が仏教を創始したゴータマ・シッダールタ（ブッダ、BC563?－BC483?）とジャイナ教をはじめたヴァルダマーナ（尊称はマハーヴィーラ、BC549?－BC477?）であった。ともに出自（ヴァルナ）よりも業（カルマ）を重視してカーストを否定したが、前者が統一国家形成の支柱としてクシャトリヤに多く支持されたのに対し、後者は、その徹底した不殺生主義のため、信者はほとんど商人階級（ヴァイシャ）に限られた。
ゴータマ・シッダールタは、縁起の説を唱え、人生は苦であり、その原因として煩悩があると説き、煩悩の炎の吹き消された安らぎの境地をニルヴァーナ（涅槃寂静）と名づけて、この境地に至ることを悟りとした。そのための方法として四諦を掲げ、また、八正道が実践されなければならないとし、そこにおいては快楽と苦行の双方を避け、目的にかなった適正な修行方法として中道を説いた。
なお、ヤスパースが指摘した「懐疑論、唯物論、詭弁術や虚無主義に至るまでのあらゆる哲学的可能性」は、しばしば仏教の立場からは「六師外道」（下表）と総称される。このことは、ブッダの活躍した時代には、ヴェーダの学説や権威を否定する自由思想家が多数輩出したことを意味している。これら思想家たちは、いずれも出家した修行者であった。
| 六師（パーリ語表現）             | 思想内容・特色 |
| -------------------------------- | --- |
| アジタ・ケーサカンバリン         | 順世派、チャールヴァーカの祖。死後に霊魂は存在しないとする唯物論を唱え、人間は地・水・火・風の4元素から成るとした。              |
| プーラナ・カッサパ               | 不生不滅を説いて、人間のいかなる行為は善にも悪にならないとして、因縁や業を否定し道徳無用論を説いた。                             |
| パクダ・カッチャーヤナ           | 七要素説。7つの肉体（地、水、火、風、苦、楽および命）の永続性を唱えた。                                                          |
| マッカリ・ゴーサーラ             | アージーヴィカ教（邪命外道）の祖。徹底した運命論、決定論を唱える。意志に基づく行為や、修行による解脱をも否定した。               |
| サンジャヤ・ベーラッティプッタ   | 真理をあるがままに認識するのは不可能だとする不可知論を唱えた。また、形而上学的問題には判断中止の立場をとる懐疑論の立場に立った。 |
| ヴァルダマーナ（マハーヴィーラ） | ジャイナ教の開祖。相対論。無神論。きびしい戒律（五戒）と徹底した不殺生主義。                                                     |

アショーカ王の獅子の柱頭

仏教の教義は、紀元前4世紀に建国されて紀元前3世紀にインド亜大陸のほぼ全域を統一したマウリヤ朝の採用するところとなり、アショーカ王はライオンの足元に車輪を置いた石柱碑をインド各地に建てた。車輪は「転法輪」すなわち仏法（正義）を表しており、現在のインド国旗の意匠としても用いられている。
仏教は、ブッダの死後100年ほどして、その教えの解釈をめぐってブッダの言行に忠実であろうとする上座部とブッダの精神を重んずる大衆部に分かれ、それぞれ、のちの南伝仏教（小乗仏教）、北伝仏教（大乗仏教）のもととなった。前者はスリランカ、ミャンマー、タイ、カンボジアなどへ伝わり、後者はチベット・中国・朝鮮を経て日本に伝来して、南アジア、東南アジア、東アジアの各地で長きにわたって強い影響をあたえ続けた。
いっぽう西方へは紀元前2世紀にさかのぼるインド数字が十進法とともにアラビアに伝わり、アラビア数字としてヨーロッパに伝わった。これは、位取り記数法の発達に影響をあたえ数学の発展に寄与した。
なお、インドでは紀元前後以降、バラモン教に各地の民間信仰が取り入れられてヒンドゥー教が成立し、カーストと結合して現在インド国民の約85パーセントを信者とする大宗教となっている。仏教やジャイナ教はいずれも現代インドにおいては少数派にすぎないが、そこにみられた倫理的性格、ことに不殺生（アヒンサー）の思想は、後世のヒンドゥー教はもとより現代のマハトマ・ガンディーやアマルティア・センの思想にまで影響をあたえている。

### イランとパレスティナ

#### ゾロアスター教

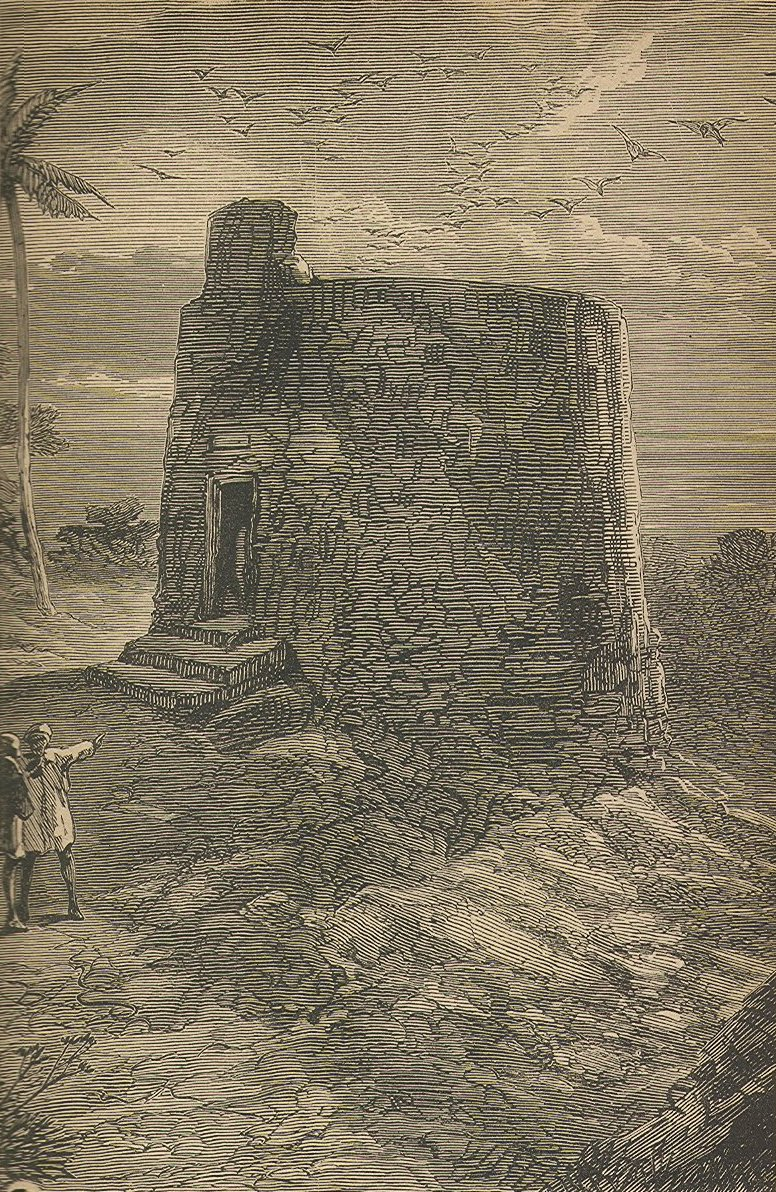
ムンバイの「沈黙の塔」（19世紀のイラスト）

紀元前7世紀頃、イラン高原にペルシア人ザラスシュトラが現れ、『アヴェスター』を聖典とし、善悪二元論と終末論をその教えの核心とするゾロアスター教（マズダー教、拝火教）を創始した。ヤスパースによって「善と悪との闘争という挑戦的な世界像」と指摘された世界は、善神で光明の神アフラ・マズダーと悪神で暗闇の神アンラ・マンユとの闘争で成り立つとしたものであり、その終末観である「最後の審判」などの思想はユダヤ教、キリスト教、イスラーム教などに強い影響をあたえた。
ゾロアスター教は現在、イラン・インドを中心に15万人から20万人ほどの信者をもつといわれている。インドでは、ペルシア生まれの宗教ということで「パースィー教」と呼ばれており、ムンバイの「沈黙の塔」（en:Towers of Silence、ダフメ） は死者の遺体を安置して風葬、鳥葬する施設として有名である。中国には5世紀頃に伝わり、唐代には「祆教」と呼ばれて一定の信者を得ていた。

#### オリエント社会の変化
紀元前7世紀末にメソポタミアに起こった新バビロニア王国では、紀元前6世紀にネブカドネザル2世が現れて、ユダ王国を滅ぼし、シリアからパレスティナの地にかけての「肥沃な三日月地帯」（Fertile Crescent） を支配し、オリエント4王国 では最も強勢をほこった。しかし、紀元前550年にイラン高原に起こったアケメネス朝は、小アジアのリディア王国、メソポタミアの新バビロニア王国を滅ぼし、紀元前525年、カンビュセス2世がエジプトを併合して古代オリエント世界をはじめて統一、史上初の世界帝国 を形成し、「すべての道はペルセポリスに通じる」と表現された。ゾロアスター教はこれによりオリエント各地にその影響を広げてゆくこととなる。いっぽう、パレスティナもその支配下に入ることとなった。

#### ユダヤ教

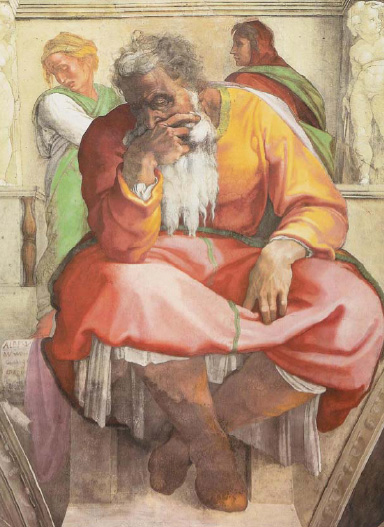
エレミヤ
ミケランジェロ・ブオナローティ筆（16世紀、システィーナ礼拝堂）

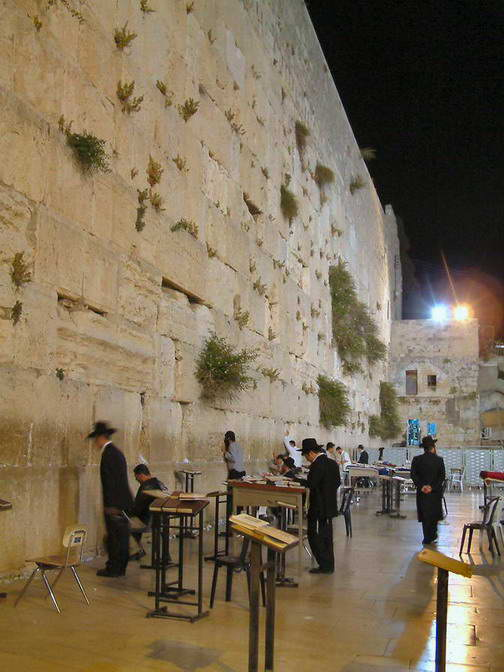
「嘆きの壁」（イスラエル、エルサレム）

パレスティナでは、紀元前9世紀にモーセ以後の預言者としてはきわめて著名なエリヤがあらわれ、さらに、紀元前8世紀のユダ王国後期にはイザヤ（第一イザヤ）が、紀元前7世紀末から紀元前6世紀前半にかけてエレミヤ（イエレミヤ） らの預言者があらわれ、それぞれ旧約聖書の『イザヤ書』、『エレミヤ書』に登場する。
エレミヤの活躍した時代は新バビロニア王国のネブカドネザル2世により滅ぼされたユダ王国のイスラエル人たちがバビロンなどバビロニア地方へ捕虜として連行され移住させられた紀元前586年の「バビロン捕囚」の前後にあたっている。エレミヤは、そうした民族の苦難の時期にあって、これは律法（トーラー）を守らなかった人びとに対する神の罰による苦難であるが、しかし、同時に、神はイスラエル人の不義を許し、メシア（救世主）を世におくるであろうという神の啓示を伝えて民衆を励ました。紀元前538年に捕囚から解放されると、民族精神と共同体意識が高まったイスラエルの人びとはエルサレムに神殿（エルサレム神殿）を再建し、「モーセの十戒」を根本とする戒律をきびしく守ってメシアの到来を待った。
こうして唯一神ヤハウェの信仰のもと団結した人びと（ユダヤ人）によって、ユダヤ教が成立した。
唯一神の信仰はイエス・キリストをメシアとする西暦1世紀以降のキリスト教、7世紀にムハンマドによって始まったイスラーム教にも引き継がれた。また、ヨーロッパではユダヤ-キリスト教の伝統はヘブライズムと呼称され、ギリシャ古典文化の伝統（ヘレニズム）と並んでヨーロッパ文明の源流をなす二大要素とされている。

#### ミトラ教
紀元前3世紀にイラン高原に成立したパルティアでは太陽神ミトラを尊崇するミトラ教が信仰されていた。ミトラ教は、東西世界に伝播して国際的性格を有し、ローマ帝国においては、民衆のあいだにミトラ信仰がひろまってキリスト教とならぶ一大宗教となり、東方では、仏教と習合して未来仏「弥勒」（マイトレーヤ）として信仰された。弥勒菩薩は、唐代の中国や飛鳥時代の日本でもさかんに信仰された。広隆寺（京都市太秦）や中宮寺（奈良県斑鳩町）の半跏思惟像も人びとの苦悩を救おうとして思惟する弥勒菩薩をあらわした像である。また、その終末観は道教の一派白蓮教の成立に影響をあたえ、中国歴代の反体制運動の震源となった。12月25日のクリスマスの風習も、元来は冬至を盛大に祝うミトラ教の影響だという。

### ギリシャ・西洋における「枢軸時代」

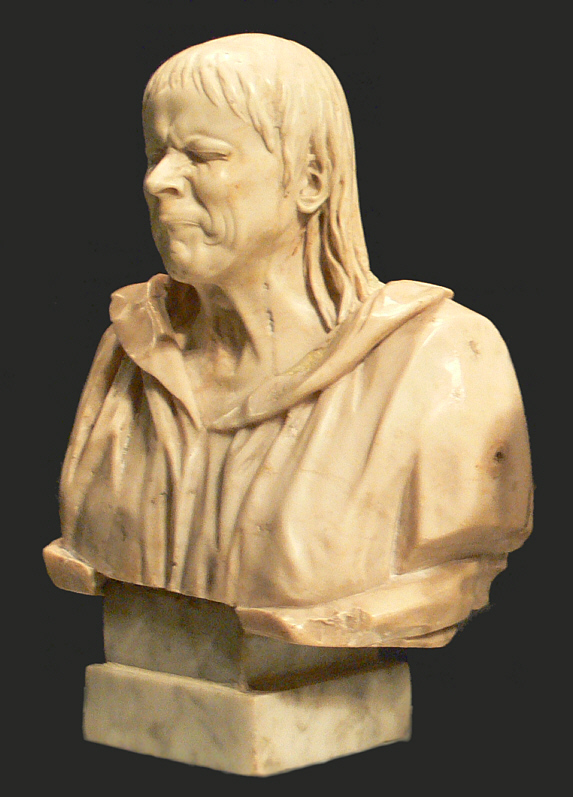
「暗い人」「泣く人」といわれたヘラクレイトス
18世紀、フランツ・メッサーシュミット（en）

ギリシャ人は、紀元前8世紀ごろにギリシャ本土から小アジアにかけて多数のポリス（都市国家）をつくりあげた。ポリス間の抗争は絶えなかったが、共通の言語や宗教、オリンピアの祭典などにより同じ民族という意識をはぐくんでいた。当時のギリシャ人たちは、紀元前8世紀の伝説的な詩人ホメーロスの叙事詩『イリアス』『オデュッセイア』、紀元前700年頃のヘシオドスの『神統記』にみられるように、世界は神々や英雄たちの神秘的な行為によって成り立っていると考えていた。

#### 自然哲学者
ギリシャ哲学は紀元前6世紀頃、小アジアのイオニア地方に栄えたポリス共同体の生活を基盤として生まれた。当時の市民たちは、生活の労苦の大部分を奴隷の手にまかせ、自分たちは会話や討論に没頭する閑暇（スコレー、scholē ） をもつことができた。生活上のゆとりをもった市民たちの自由な討論は、理性（ロゴス、logos ）を発達させ、理性を通して感覚的なものの背後にあるもの、個々の事物を越えて存在する普遍的・客観的原理をとらえようとする態度を生んだ。こうした静観的・観想的な態度をテオリア（theoria ） とよんでいる。そして、このような態度は、変転きわまりない自然を成り立たせている根源（アルケー、arkhē ）は何かを探究させることとなり、タレスに始まる「自然哲学者」と呼ばれる一群（下表）を生むこととなった。
| 哲学者                                    | 思想内容・特色 |
| ----------------------------------------- | --- |
| タレス（BC624?–BC546?）                   | ミレトス学派。最初の哲学者。万物の根源は水であると説いた。                                                                                               |
| アナクシマンドロス（BC610?–BC547?）       | ミレトス学派。水と火のように対立するものが共に生み出されてくるようなもの、つまり「限りなくつづくもの（ト・アペイロン）」が万物の根源であるとした。       |
| アナクシメネス（BC585?–BC528?）           | ミレトス学派。「ト・アペイロン」を空気ととらえ、空気の希薄化と濃厚化で万物を説明しようとした。                                                           |
| ヘラクレイトス（BC544?–?）                | 変化こそが世界の真実であるとし、「万物は火の交換物」、「万物は流転する」と説いた。弁証法的世界観の創始者。                                               |
| ピュタゴラス（BC582?–BC497）              | 数の関係にしたがって万物の秩序（コスモス）が保たれているとした。「ピタゴラスの定理」で有名。ピュタゴラス学派を形成。                                     |
| パルメニデス（BC515?–BC445?）             | エレア派。「有るものが有り、無いものは無い」の命題から出発。事物の生成消滅や運動変化を否定した。                                                         |
| クセノファネス（BC6世紀前半–BC5世紀前半） | エレア派。「神はたただ一つで不動不滅、一にして一切」と説く。                                                                                             |
| ゼノン（BC495?–BC435?）                   | エレア派。パルメニデスの弟子。雑多の否定と運動の否定。「ゼノンのパラドクス」で有名。                                                                     |
| メリッソス（BC5世紀に活躍）               | エレア派。パルメニデスの思想を継承。「有るもの」を空間的にも無限とした。                                                                                 |
| アナクサゴラス（BC500?–BC428?）           | 多元論者。万物は知性（ヌース）によって混沌（カオス）から形成されたと説く。                                                                               |
| エンペドクレス（BC493?–BC433?）           | 多元論者。四元素説。火・空気・水・地の4つの元素と愛憎の2つの力によって多様な現象を説明した。                                                             |
| レウキッポス（BC5世紀後半に活躍）         | 多元論者。原子論の提唱。デモクリトスの師。 |
| デモクリトス（BC460?–BC370?）             | 多元論者。原子論の確立。最初の唯物論者。万物の根源として、それ以上分割不可能な原子（アトム）を考え、その集合と離散によって全自然現象を説明しようとした。 |

上述のスコレー（生活上のゆとり）とテオリア（観想）的態度によって、実用からはなれ、自由に真理を求め愛するというフィロソフィア（philosophia、愛知の学＝哲学） の精神がはぐくまれていった。最初の哲学者タレスは、アルケーを水であるとしたが、これは、あらゆる生きものは水がなくては生きられないという経験的事実から出発し、思弁によって論理的に結論を導いたという点で神話的思考を超え、はじめて学問的精神を示すものであった。

#### ソフィスト
紀元前6世紀から紀元前5世紀にかけてのギリシャは、ポリスがもっとも繁栄した時期であった。
とくにペルシア戦争でアケメネス朝との戦いに勝利をおさめると、その中心となったアテネでは下層市民も政治に参加する古代民主政が完成し、学問や思想の対象も自然（ピュシス、physis）から人為（ノモス、nomos）、すなわち法や社会制度にむけられるという大転換が起こった。
そこでは、市民が政治の担い手として家柄や財産にかかわりなくみずからの力を発揮していく時代を反映し、政治的知識や弁論の能力を身につけることが求められるようになった。
こうした市民の新しい要望に応えてあらわれたのが、職業教師として人びとに弁論術を教えたり、法廷弁論における代作をおこなったりするソフィスト（sophistēs、知恵ある者）と呼ばれた思想家たち（下表）であった。
| 哲学者                        | 思想内容・特色 |
| ----------------------------- | --- |
| プロタゴラス（BC500?–BC430?） | 個々の人間の判断があらゆるものの善悪を決める基準であり、個々の判断こそが真理であって万物をつらぬく普遍的な真理はないとして、「人間は万物の尺度である」と述べた。           |
| ゴルギアス（BC483?–BC376?）   | 「なにものも存在しない。存在しても知りえない。知りえても伝えることはできない」という「非存在」の論理を唱え、理性的認識を断念する懐疑論の立場に立った。修辞学の発達に貢献。 |
| プロディコス（BC465?–BC415?） | 言語学教師でソクラテスとも親しかった。ヒューマニズムに立脚。 |
| ヒッピアス（BC460?–BC400?）   | 多芸多才であったが自慢家としても有名だった。ホメーロス研究。 |

プロタゴラスの立場は相対主義あるいは主観主義とよばれるが、これは人間中心の立場に立って、従来の固定した迷信的な思考あるいは言説を打ち破り、社会の諸制度を時代の変化に応じて修正しようという意味合いをもっていた。時あたかもペリクレスによるアテネ民主政治の最も輝いていた時代だったのである。
しかし、個々の事物を超えて存在する普遍的真理の否定は、ポリスの法など、人びとにとって共通の価値を否定することにつながり、その思い思いの行動はポリス的結びつきを破壊する危険があった。また、ゴルギアスが活躍した時代のアテネは、プロタゴラスの時代とは違い、スパルタとの戦い（ペロポネソス戦争）によってアテネがしだいに衰亡しはじめていた時期であったため、このような状況下での相対主義は、真理を追究することよりも弁論に勝つことに専念するような風潮を生み、容易に詭弁や「力の論理」に帰着する怖れがあった。

#### ソクラテス、プラトン、アリストテレス

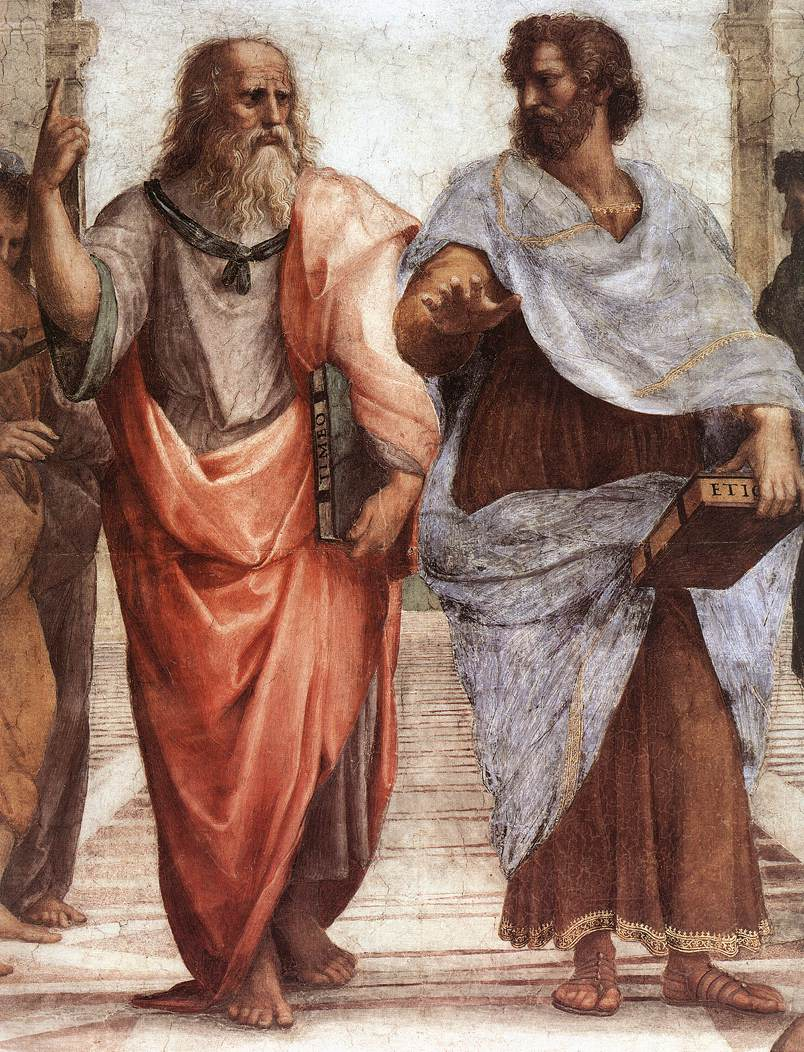
天を指さす理想主義者プラトンと地を強調する現実主義者アリストテレス（ラファエロ画『アテナイの学堂』より）

ソフィストに対し、ポリスの一員としての自覚にたちかえって真理の絶対性を説いたのがソクラテス（BC469?–BC399?）である。かれは、「人間いかに生きるべきか」を思索の対象とした最初の思想家といわれる。その方法は問答（ディアロゴス、dialogos ）を重視した「助産術」とよばれるものであり、それをもとに人びとに「無知の知」を説き、半面では民主政を批判した。彼は市民の誤解と反感をうけて裁判にかけられたが、「悪法も法である」として死刑を甘受した。真の知を愛求したソクラテスの精神は、イデア論や理想国家論、魂の三分説を説くプラトンや、その弟子アリストテレスにうけつがれた。
アテネ出身のプラトン（BC427–BC347）は、理性によってのみとらえることのできる完全な性質をもった「ものそのもの」をイデア（idea）と呼び、世界を感覚でとらえられる現象世界と理性でとらえられるイデア界に分け、イデアにあこがれ、魂が完全なもの、真に価値あるものに向かおうとする情念をエロース（eros）と呼んで、理想主義的な哲学を展開した。プラトンの哲学は、のちにプロティノス（204年?-270年頃）ら新プラトン主義を生むなど西洋哲学、神学に大きな影響をあたえた。
それに対し、アレクサンドロス3世（大王）の家庭教師としても知られる、マケドニア王国出身のアリストテレス（BC384–BC322）はイデア論を批判し、経験を重んじた現実主義に立脚する思想を展開して、自然・人文・社会のあらゆる方面に思索をおよぼして、後世「万学の祖」と称されるようになった。なお、アリストテレスの哲学は、のちのイスラームの学問や中世ヨーロッパのスコラ学に大きな影響をおよぼした。

#### 悲劇詩人たち、トゥキディデス、アルキメデス

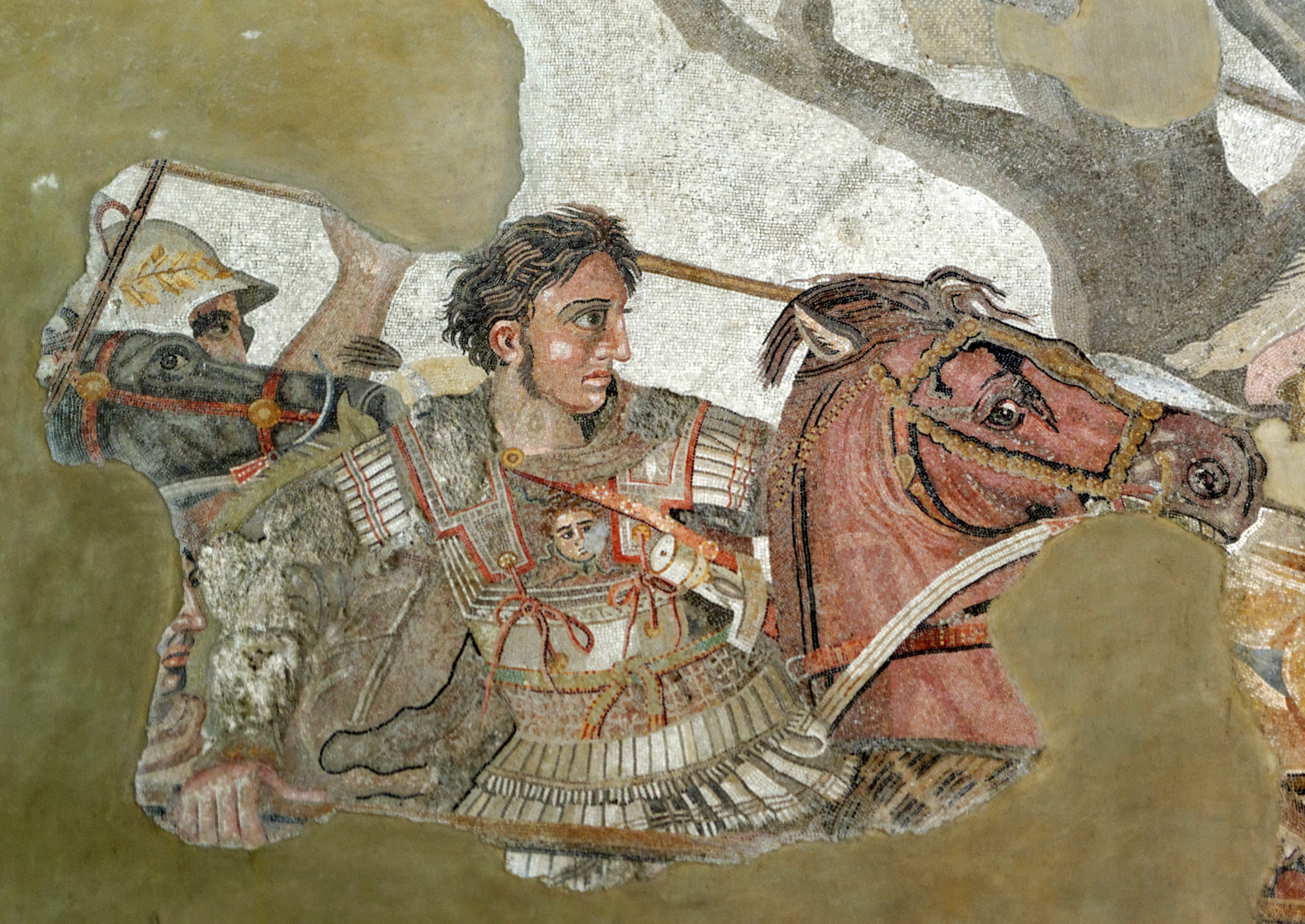
イッソスの戦いでのアレクサンドロス大王（ポンペイ遺跡出土のモザイク）

ヤスパースは上述のように、枢軸時代の「輪廓が漠然とながら示されるいっさい」のなかに「更に悲劇詩人たちや、トゥキュディデスおよびアルキメデス」を掲げている。
古代ギリシャの悲劇詩人には、雄大荘厳で知られる『アガメムノン』などオレスティア三部作を代表作とするアイスキュロス（BC525–BC456）、高貴な人間像を歌いあげた『オイディプス王』のソポクレス（BC496?–BC406）、『王女メディア』で人間中心の思想を表現したエウリピデス（BC485?–BC406?）などがおり、また、喜劇作家としてはアリストパネス（BC450?–BC385?）が知られる。
トゥキディデス（BC460?–BC400?）は、『戦史』（ペロポネセス戦争史）など客観的、中立的な立場に立った歴史叙述で知られ、先人である「歴史の父」ヘロドトス（BC485?–BC425?）の『歴史』（ペルシャ戦争史）における物語的記述としばしば対比される。なお、彼の同時代人としては「医学の父」ヒポクラテス（BC460?–BC375?）がいる。

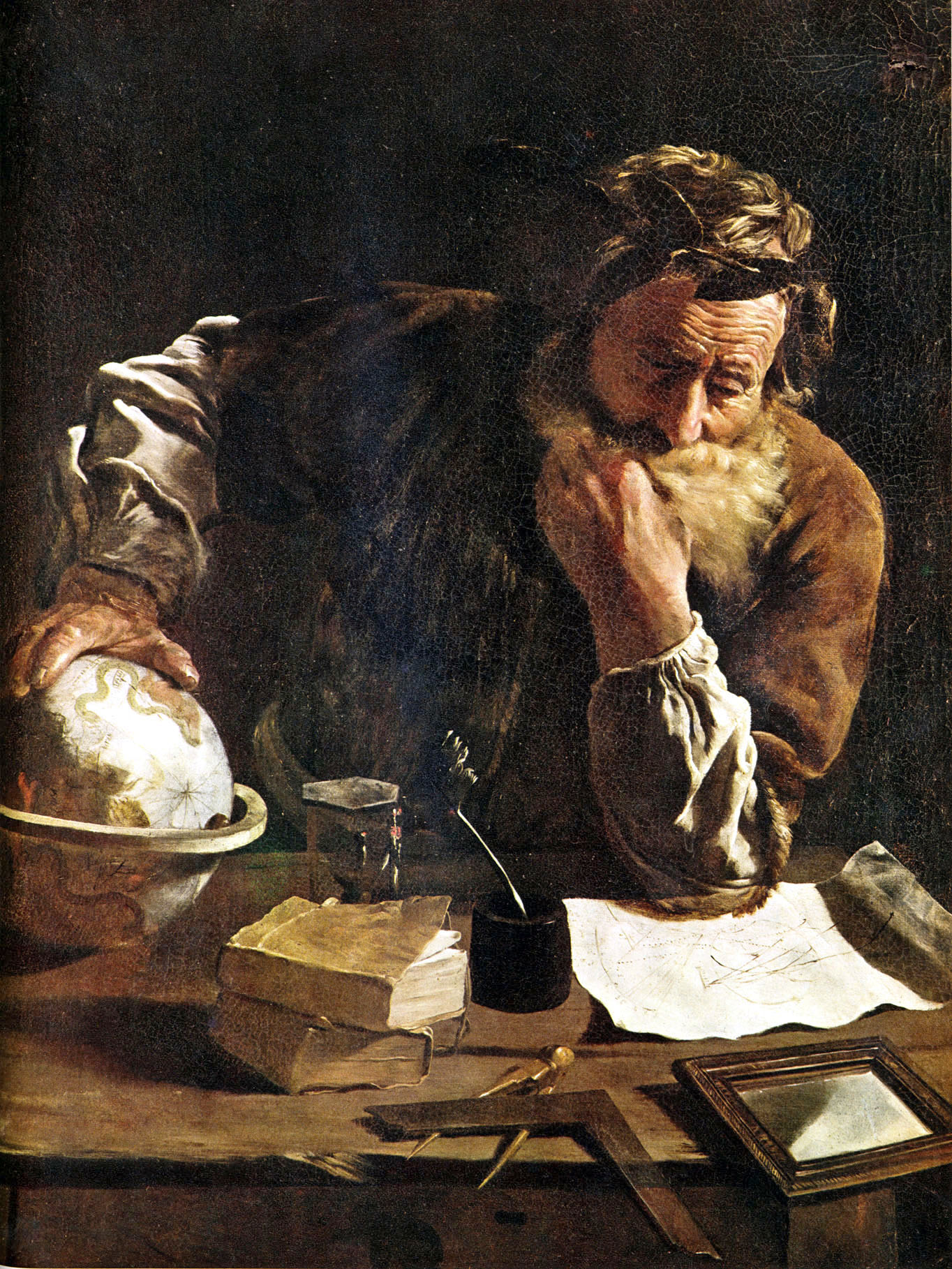
アルキメデス
ドミニコ・フェッティ（en）『思索するアルキメデス』、1620

アレクサンドロス帝国の誕生とポリス崩壊によって生まれたヘレニズム文化では、自然科学分野の顕著な発達がみられた。平面幾何学を大成したエウクレイデス（BC300頃に活躍）、浮力の原理やてこの原理、円周率や球体の求積などを解明したアルキメデス（BC287?–BC212）、地球の自転を唱えたアリスタルコス（BC310?–BC230?）、地球の周囲の距離を測定したエラトステネス（BC273?–BC194）、解剖学・臨床学を大成したヘロフィロス（BC3世紀に活躍）などが代表である。
また、ゼノン（BC335?–BC263?）をはじめとして禁欲主義の立場に立つストア派、永続する精神的快楽にこそ真の幸福があるとするエピクロス（BC342?–BC271?）などのエピクロス派の思想などヘレニズム期の哲学は、個人の幸福をめざす個人主義とポリス解体を反映したコスモポリタニズム（世界市民主義）を大きな特色としている。
なお、岩崎武雄は、『西洋哲学史』において、古代哲学を自然哲学者を中心とする「創始期の哲学」、ソフィストと三大哲学者を「アテナイ期の哲学」、ストア派以降を「ヘレニズム・ローマ時代の哲学」の3期に区分している。

#### 古代ローマにおける「枢軸時代」
古代ローマでは、周辺地域の神々を取り込んだ多神教が信じられていた。
ヤスパース自身は王政ローマについては言及していないが、彼が引用したラソー『歴史哲学新論』には、紀元前6世紀前後、ほぼ同時期に現れた「民族宗教の改革者」としてゾロアスター、ブッダ、孔子、ユダヤの預言者、ギリシャの初期哲学者と並んで、古代ローマのヌマ王 （在位BC715年–BC673年）の名を掲げている。ローマ暦の改定や宗教上の諸改革を行い、神官にかかわる法令を定めた王として知られ、ローマ神話の骨格や主な神の名が決まったのもヌマ王の時代とされている。その祖先はラテン系もしくはサビニ系といわれるが、その後、エトルリア人の王が君臨し、紀元前509年にタルクィニウス・スペルブス（エトルリア人の王）が追放されたのちは共和政ローマが始まった。

### 日本
ロバート・ニーリー・ベラーは、「日本は今日まで枢軸文明になったことがない。」と著書に述べている。S・N・アイゼンシュタットも同様の見解とされる。詳細は、日本文明。

## 「枢軸時代」の意味
ヤスパースが「枢軸時代」を提唱したことの背景には、西欧中心史観からの脱却の意図があった。ヤスパースは、「アウグスチヌスからヘーゲルに至る宏壮な作品に示されている通り」、西洋においては歴史哲学はキリスト教に基礎を置いていることを指摘し、「ヘーゲルでさえ、あらゆる歴史はキリストへおもむき、そしてキリストから由来する、といったのである」と述べている。しかし、キリスト教信仰は、信仰のひとつではあるものの決して人類全体の信仰とは呼べないとして、全世界的な観点の導入を主張し、世界史の基軸となる年代としては、西洋と東洋の区別なく、すべての人間がそこに自らの精神的故郷を見いだすような時代を設定しなければならないとした。それが、「枢軸時代」である。

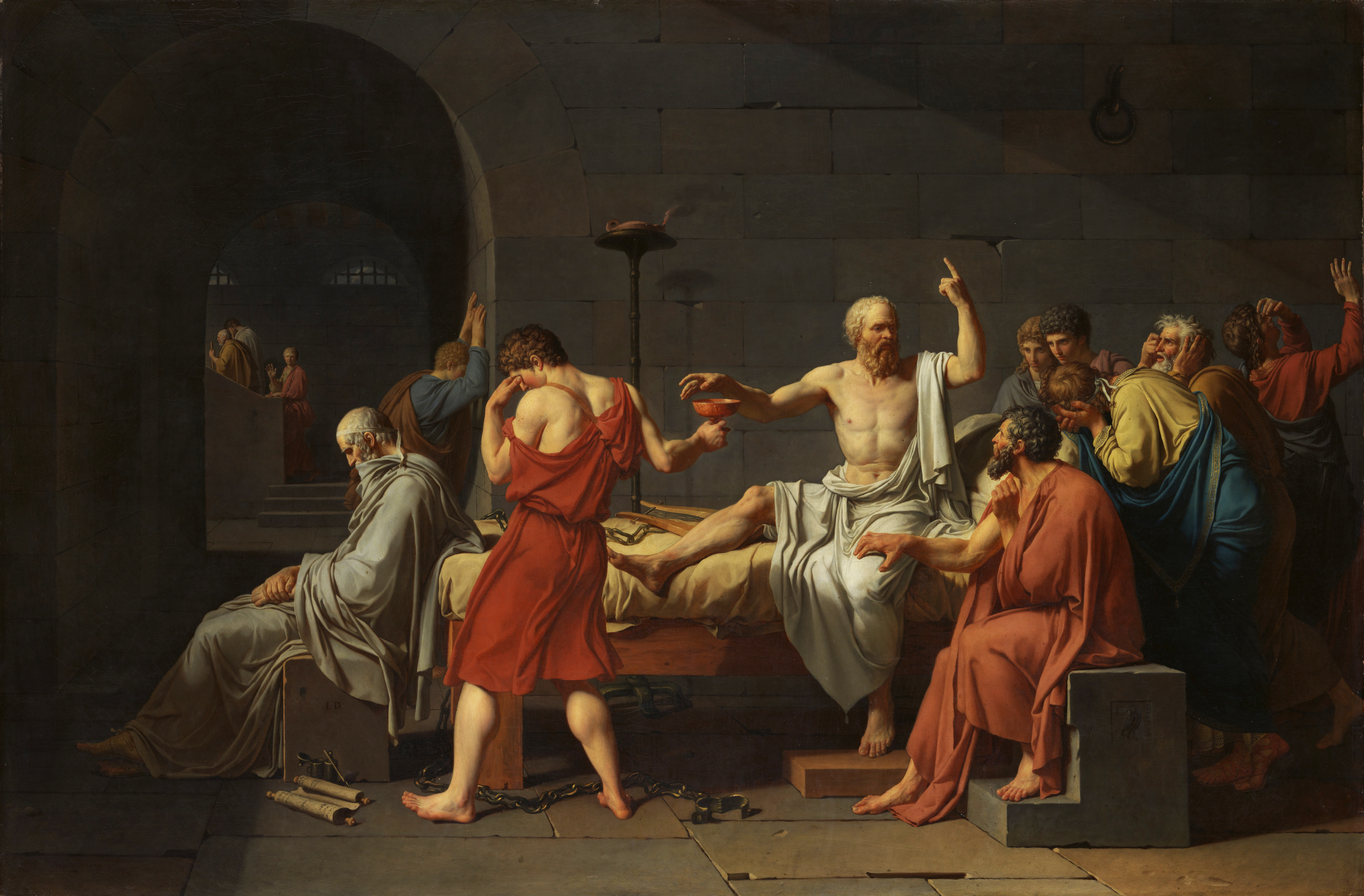
毒杯を手に弟子たちに別れを告げるソクラテス（ジャック＝ルイ・ダヴィッド『ソクラテスの死』、1787）

その輪郭は上述したとおりであるが、そこにおいてヤスパースは「神話時代は、その安らぎと自明性とともに終焉した」と述べ、新しく到来した時代における非神話性を指摘し、そこでは種々の「基本的範疇」が生まれて「世界宗教の萌芽」が形成され、また、「普遍的なものに迫る歩み」がおこなわれたとしている。それは、いわば「精神化」と呼べるような「人間存在の全面的変革」であり、はじめて哲学者と呼べるような人びとが現れて「人間は敢然と、自己に拠って個人として独立した」としている。
そしてまた、各地の隠者、遍歴思想家、禁欲的な行者、預言者など、それぞれ信仰・思想内容あるいは内的態度において大きく異なっているにもかかわらず、人間は世界に対して内面的に対峙し、存在について、主観と客観について、肉体について、および解脱と救済について思索を開始するようになったことを指摘し、後世になって「理性」や「人格」などと称せられた範疇の多くもまた、この時代に発見されたと主張している。
そして、ヤスパースは、このようにして生まれた世界には、ある種の「社会学的状態」が対応していると論じている。
それによれば、中国、インド、西洋ともに前代に比して飛躍的な繁栄がみられ、力や富の発動がいちじるしく展開し、小国や独立都市において人びとの生活が営まれ（近東におけるアケメネス朝征服地ですら、ある程度の自立性が維持された）、そして、それぞれ世界では、その内部における相互交流の結果「精神化」の動きが広められ、思想家たちは、中国においても、ギリシャにおいても、インドにおいても、しばしば、より精神生活に恵まれた地を希求して遍歴した、としている。
ただしヤスパースは、この時期は決して上昇一辺倒の発展だけがみられたのではなく、破壊と新生とが同時に進められた時代でもあって、人びとはここにおける破局と没落を眼のあたりにしながら、知識や教育、あるいは改革によって、これらの困難を克服しようと努めたとしており、そのいっぽうで、「孔子が衛公に用いられなかったことと、プラトンがシラクサで志を得なかったこと、次代の政治家を養成した孔子の学校と、同じことが行われたプラトンのアカデミア」との間の並行関係、類似関係を指摘している。

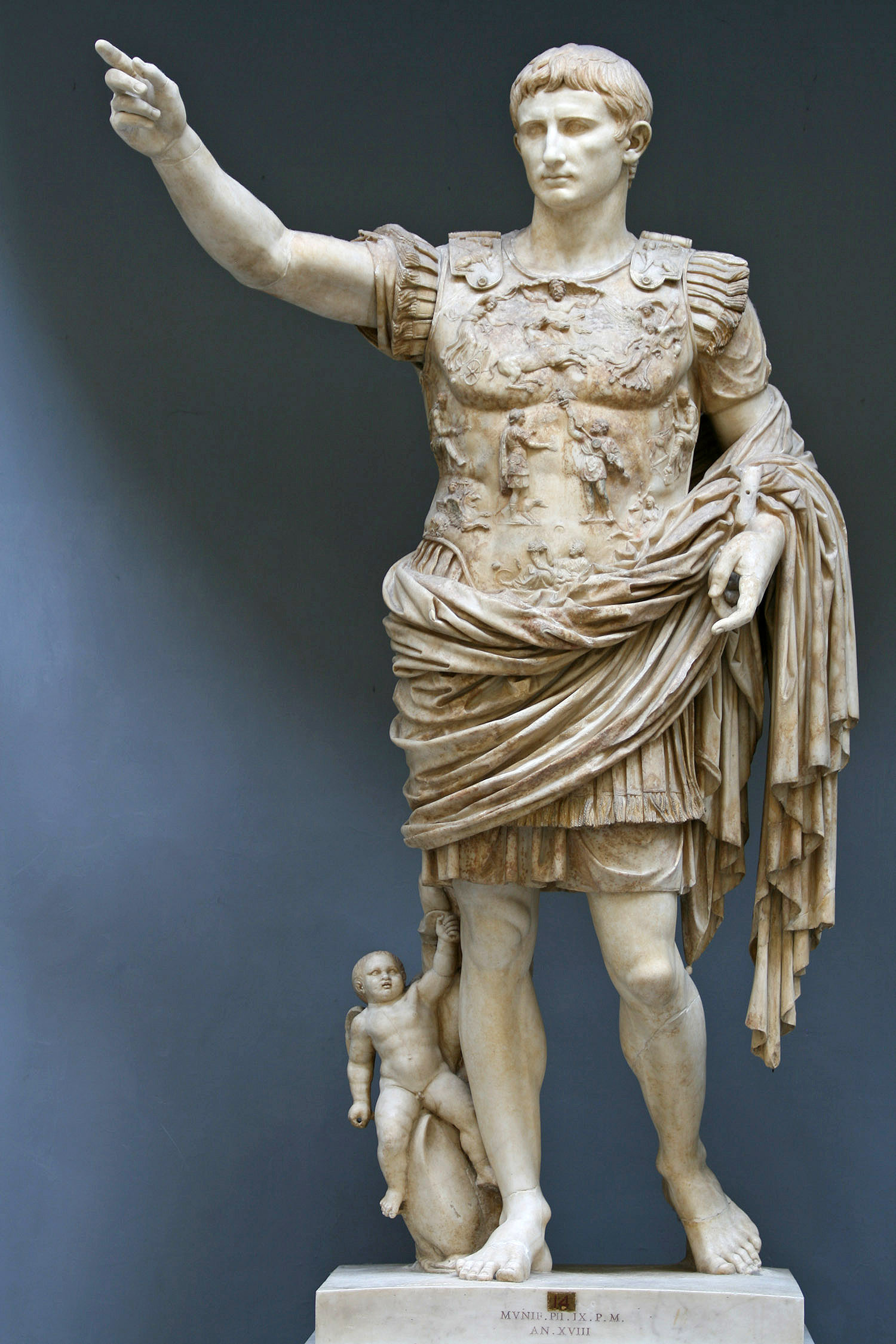
アウグストゥス帝（プリマポルタの大理石像）

枢軸時代における創造的精神による思惟ないし実践の可能性は、西洋、インド、中国のそれぞれにおいて必ずしも共有の財産とはならず、ほんのひとにぎりの人びとによって受けつがれたにすぎなかった。3文化圏ではいずれも「教義の固定化と水平化」が起こり、一方では、小国やポリスが分立することにともなう無秩序の状態から、傑出した個性による征服事業によって、すべてを支配する大帝国がほぼ同時期に生まれた。中国における秦朝、インドのマウリヤ朝、西洋から中近東にかけてのアレクサンドロス帝国およびそれにつらなるディアドコイによるヘレニズム期の諸帝国がそれである。
しかし、漢においては儒教が国教に定められ、アショーカ王は仏教の再興に力を尽くし、ローマ帝国初代皇帝アウグストゥス（オクタウィアヌス）は意識してヘレニック的（ギリシャ・ローマ的）な教養に重きを置いた。これらはいずれも「枢軸時代」の産物であった。
そこでは、枢軸時代の思想は選択されたうえで帝国の統一保持のための原理として作用した。これら大帝国は比較的長くつづいたもののやがて衰亡し、その後の歴史は諸王朝の交代と再編の歴史となってゆく。ただし、枢軸時代が人間のあらゆる行為に新たな問題意識と意味づけをあたえた緊張は、それ以後も長くつづくこととなった。

## 「枢軸時代」の画期性
ヤスパースは「枢軸時代」という観点から構想された世界史の構造について、以下のようにスケッチしている。

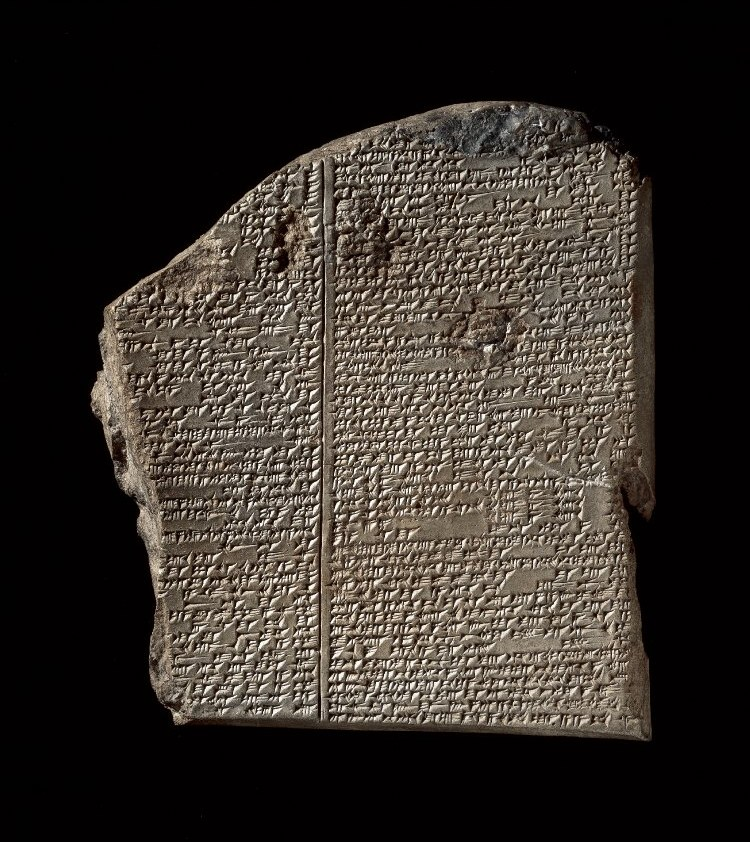
楔形文字でギルガメシュ叙事詩の一部が刻まれた粘土板（紀元前三千年紀-二千年紀）

1. 数千年にわたってつづいた古代高度文明、すなわち、かつて世界四大文明と呼ばれたエジプト、メソポタミア、インダス、中国の古代農耕文明は、枢軸時代の到来とともに終わりを告げ、古い文明の諸要素は互いに融け合い、同化ないし没落を余儀なくされた。もちろん枢軸時代以前にも古代バビロニアにおける「ギルガメシュ叙事詩」や「悔罪詩篇」など感動的な精神の発露がみられなかったわけではないが、いずれも直接には社会や後世に深い影響をあたえておらず、また、それが影響をもつ際には枢軸時代に再検討、再解釈がほどこされた上でのことであった。すなわち、枢軸時代はそれ以前の人類の発展にさまざまな問題と基準をあたえたといえる[15]。
2. 人類は、枢軸時代に実現され、創造され、思惟されたものによって、いわば「今日に至るまで生きている」のだと評価できる。この時代への回帰はそれぞれの文化圏において幾度となく繰り返される。つまり、この時代はそれ以後の人類の発展に対しても、諸問題および諸基準をあたえている[15]。
3. 枢軸時代は当初ごく限定された箇所で始まったものにすぎなかったが、そこに生じた潮流は、歴史的にはきわめて広い範囲におよんだ。この展開にあずからなかった人類は、いわば「自然民族」として「非歴史的な生き方」[15]をつづける一方、この潮流との接触によって「西ではゲルマン民族やスラブ民族、東では日本人、マレイ人、タイ人」[15]が世界史の担い手として加わった。この接触はしばしば多くの「自然民族」を滅亡させる原因ともなっており、換言すれば、枢軸時代以後の全人類は、あくまでも「自然民族」の状態にとどまるか、もしくはその潮流に同化して歴史運動のなかに身を投じ、そこに参画することで民族形成がなされた[15]。
4. それぞれの文化圏の諸思想は、当初は互いに孤立していたが、3世界が相互に遭遇すると互いに地理的にも心理的にも相隔たっているにもかかわらず、ただちに三者間で深いところでの相互理解が可能となり、それぞれの関心事を互いに認め合うことができた[16]。

ヤスパースは、このように記して、枢軸時代のもつ画期性を指摘している。

## 「枢軸時代」の吟味
ヤスパースはまた慎重にも、自らの「枢軸時代」という観点の提言に際して、可能と思われるいくつかの異議を想定し、それに答えるスタイルを採って吟味を加えている。
この事実は存在したか
ヤスパースはまず、
1. 共通するのは見かけだけではないか
2. 枢軸時代とは事実ではなく、一つの価値判断の産物にすぎないのではないか
3. このような平行関係は何ら歴史的性格をもたないのではないか

との異議を想定し、そもそも、この事実が存在したか否かを検討している。
1.に対しては、ヤスパースは自らの哲学における「限界状況」 の語を用い、枢軸時代における事実とは、「限界状況における人間存在の原則が突如として出現した事実」にほかならないとして、その事実を「破開（ドゥルヒブルツフ）」 と形容している。そして、これは世界中のいたるところで現れたものではなく、3つの源流が占める狭い空間から生じた歴史的事実であることを強調している。
2.については、「精神」を問題とするとき、「事実」とは意味を了解して判然とするものであると同時に、半面では価値判断でもあることをヤスパースは主張しており、「枢軸時代」という歴史観には「了解と価値判断の一体化」がみられることを、自身の「感動」に言及して指摘している。また、このことは、やがて共通に了解され、その了解に密接して評価もなされて、全人類にとって重要な意義を有することが承認され、明らかにされるであろうとしている。
3.については、接触がないまま起源を異とする同時並行的な歴史事象について、ヤスパースは、そこにおける多数の通路が「同一の目標に通じているように思われる」として目的論的な歴史観を示し、個々人の断続的な接触によって、統一された世界史が構成されるであろうとの見通しを展開して、問題は平行関係のあり方だとしている。
いかなるたぐいの平行論が主張されているか

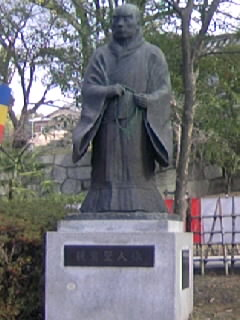
大谷本廟の親鸞上人像（京都市）

「平行関係のあり方」について、ヤスパースは、ユーラシア大陸の歴史においては数多くの平行現象が見られるとして、そのなかで特に日本の鎌倉新仏教における親鸞の思想を取り上げて、そこにみられる絶対他力や悪人正機にみられる信仰中心主義的な主張、戒律による独身の廃止などを打ち出した非僧非俗の考えなどにふれ、ルター派の根本教義と同一と言ってよいほどであると述べ、「全く驚きに価する」と評価している。
つづけてヤスパースは、「枢軸時代」は世界史的もしくは普遍的に、全体として一つの平行をなす唯一の実例であり、この平行関係にみられる親近性はわずか数世紀間に限って認められ、それ以後はむしろ分散的傾向を示すが、しかし、われわれは歴史を遡上するにつれてむしろ相互に身近なものと感じるのであり、これは単に偶然の一致ではないとして、類似例として四大文明の開始を示しながらも、この場合は数千年の開きがあり、「魔術的宗教」 の存在に共通点があるが、いずれも哲学的意識を欠き、救済を求める契機をもたず、「限界状況」に直面しての自由へのドゥルヒブルツフ（破開）の体験をともなわないものであり、建築や造形物など芸術作品から察せられる、つかみどころのないものであるとしている。
この事実は何に起因するか
なぜ異なる3つの箇所で相互に無関係に平行現象が生じたかについて、ヤスパースは、ドイツの古代史家エドゥアルト・マイヤー『古代史 Ⅰ』における見解、すなわち、人類に備わっている先天的能力ないし素質とも呼ぶべきものが同等の生物学的発展によって別個に発現したとする見解を、引き離されて育った一卵性双生児の生活史にみえる偶然の一致のようなものだとして批判し、また、歴史哲学者ラソーの「人類の全生命の共通の震動」に原因を求める見解、ヴィクトール・フォン・シュトラウスの「人類が統一的な起源をもつゆえの、人類の全機制」に由縁を求める見解、カイザーリンクの「歴史の転換期において、同じ意識をもつ変化が巨大な空間と相互に無縁であった諸民族の間に行きわたる」とする見解のいずれをも排している。
これらに対し、ヤスパースが方法論的に論議可能な唯一の答えであるとして評価するのが、社会学者アルフレート・ウェーバーの仮説である。
A.ウェーバー『文化社会学としての文化史』（1935）によれば、戦車を有し、騎乗を知った民族が中央アジアから中国、インド、西洋の各地に侵入して、3つの文化圏の人びとに広い世界の経験を味わわせ、冒険や破滅とともに生存への懐疑の意識を育て、英雄的ないし悲劇的な感性を生じさせて、従来の、社会的拘束力が強く、個人の意識はまどろんだままの「母権的文化」との対決を招いたというのである。
ヤスパースはウェーバー仮説に対し、中国ではどのような悲劇的意識（ペーソス）も英雄史詩（エポス）も生まなかったとし、パレスティナでは騎馬民族との間に文化的混淆は起こらなかったにもかかわらず預言者たちがあらわれ、また、インド・ヨーロッパ語族の侵入は長期間にわたるものであることを反証として掲げ、A.ウェーバーが最終的には「ユーラシア的連関」なる曖昧な主張に置換してしまっていることを指摘している。結局、この現象をより簡便に説明するのは、自身が前掲した諸条件、すなわち多数の小国家・小都市の群立と相互の闘争に終始する政治的分裂、破壊およびその不徹底、同時的繁栄とそれによって引き起こされる危機、また、以上のことがらに由来する従前の諸状態に対する懐疑などがその原因であろうとしている。
枢軸時代の意義の問題
ヤスパースは、原因とは別個に問題になるのはその意義であろうとして再び検討を加えている。
1. 枢軸時代は普遍史の基礎となり、あらゆる人間をして精神的に枢軸時代につながる存在だとの意識に引き込んだ。このことは、信仰の違いを超えて全人類に共通する何ものかを勝ち取ることとなる[28]。
2. 中国、インド、西洋の3通りのプロセスがあることは、自らを明らかにし、それぞれの歴史性の閉鎖的な狭さを克服し、広がりをもったものとしてとらえ直すのに有用であり、一つの信仰が真理を独占しているというような錯誤から人びとを解き放つことができる[28]。
3. 枢軸時代を基準にしたとき、後世における真に新たなるもの、または真に偉大なるものを照らし出すことができる[29]。

以上3点が、ヤスパースの掲げた「枢軸時代」の歴史的意義であった。

## 「枢軸時代」の位置づけ

### 「世界史の図式」における位置づけ
「枢軸時代」について、ヤスパースは前掲書「第1部 世界史/第2章 世界史の図式」として示された世界史観のなかで再び位置づけている。
すなわち、ヤスパースは、文明の発達段階を、
1.先史時代——数十万年前から数万年前にわたる原始時代。人間が他の動物とは異なる人間独自の生活を獲得した時代。
2.古代高度文化の創始——いわゆる四大文明の時代で、文字や大帝国が誕生した時代。ヤスパースは、アメリカ大陸におけるメキシコ、ペルーにみられる古代帝国もこれに含まれるとしている。
3.枢軸時代（本項）
4.科学的-技術的時代——ルネサンス以降の科学技術の時代（新たなプロメテウスの時代）
としており、枢軸時代を第3の段階に位置づけている。
第4の科学的-技術的時代は、現代につながる時代 であり、精神的には、宗教改革につらなる諸派、啓蒙主義、そしてドイツ観念論などの諸思想が現れたものの、枢軸時代には遙かにおよばないとされる。ルネサンスは、もともとは枢軸時代の精神の「再生」なのである。また、第4の出発はヤスパースによれば、別々の箇所からでなく、西洋から始まって世界に広まったという点に大きな特徴があるとしている。
ヤスパースは、この4段階をさらに大きく2つにまとめている。彼は人類が「大きく2つ呼吸をしている」と表現している。 
「第一の呼吸」は、第1段階から第3段階までであり、「第二の呼吸」は、ルネサンス以降加速した科学技術の発展の段階であり、そこでは「古代高度文化の組織化と計画化にも比すべき事態」をへて、「われわれには依然としてはるかに認めがたいが、真の人間が生成する新たな第二の枢軸時代へ向かうのである」としている。
「第一の呼吸」と「第二の呼吸」の違いは、第二の呼吸をするわれわれ現代人が、2回目の呼吸であるため、前回の歴史的経験をもっていること。さらに「第一の呼吸」が並列し分散したものであったのに対し、今回は共通の基盤を持った人類全体としての呼吸であるとしている。

### 「枢軸民族」
ヤスパースは、「シナ人、インド人、イラン人、ユダヤ人、ギリシャ人」を「枢軸民族」と呼び、「破開」を担い「自己の過去と直接につながりながら飛躍をなしとげた民族」としている。また、古来、高度文化を有しながら「破開を経験しない民族」としてエジプト、バビロニアの大民族をあげ、枢軸時代にあっても「破開」による影響をあまり受けておらず、しばらくは先行者としての地位にあったが、やがて新しい勢力に征服されて古い文化を失ってしまい、後期サーサーン朝文化、イスラーム文化、ローマ文化、キリスト教文化のなかに解消してしまったとする。ユダヤ人とギリシャ人はエジプト、バビロニアの両文化から学んで、それを乗り越えようとした。ヤスパースは、われわれ現代人はエジプト、バビロニアの両文化に対し、いかんともしがたい違和感あるいは疎隔感を覚えるが、それは「破開」の経験の有無に由来するとしている。
ところで西洋とインド、中国では同じ「枢軸民族」でも異なる様相を呈している。西洋では、活動の舞台やその地理的中心、あるいは諸民族の時代変遷がみられるのに対し、中国やインドではきわめて安定しており、形こそ変わっても常に同じものが存続し、同じことが繰り返されているかにみえる。あるいはこれは「アジア的停滞」とも受けとれるものである。これについては後述する。
ヤスパースは、「後続する諸民族」としてマケドニア人とローマ人を掲げる。この両者は「破開」後の世界の内部にあって新しい大帝国を政治的に組織した勢力である。しかしながら、彼ら自身は心底から破開を経験していないゆえに「精神的貧困」に陥っているとヤスパースはみなしている。
「破開」以後、大帝国が崩壊すると、どこでも諸国家の相剋と動乱、さらには民族移動の時代をむかえるが、このとき新たにゲルマン人とスラヴ人、日本人、マレー人、タイ人が登場する。彼らは伝来した高度な文化と対決しつつ、それを同化し、再構成することによって独自の新文化を実現させた、とヤスパースは主張する。

### ヤスパース哲学全体における位置づけ
ヤスパースによれば、歴史意識とは、本来は2つの対立する態度を含んだ緊張状態にあるものとして把握されている。つまり、われわれは歴史をひとつの全体として客体視し、それに対して向き合う対象として歴史をとらえる一方、われわれは歴史のなかの存在として主体的に自分自身が直接かかわりあう現在としてとらえる。われわれ自身のなかで、この2つの態度はたえず対立しあうが、この緊張関係が失われてしまうと、歴史意識もゆるんでしまい、その場合には歴史とはわれわれにとってどうでもよい単に空疎な知識の寄せ集めになってしまうか、さもなくば、完全に忘却の彼方に置き忘れられてしまう。理性的態度のもとで実存的に生きることを主張したヤスパースは、こうした緊張関係のもとでこそ自己本来の歴史性を自覚することが可能だと説く。
ヤスパースは、現代という時代は枢軸時代末期に類似しているとし、そこにおいて世界秩序への途上における危険を指摘して、「今日広く世界に行われている三つの傾向」として「社会主義」、「世界の統一」、「信仰」の3つを掲げ、その考察を「第2部 現在と未来 / 第3章 未来の問題」にあてている。そのなかで社会主義は、「公正な集団組織化」の問題であり、世界の統一（世界秩序）は『歴史の起原と目標』刊行当時、新生の国際連合を軸に模索されているものであるが、両者はしかし、ともに人間にとっては外的な問題だとしている。そして、ヤスパースは「問題は信仰だ」と主張し、みずからの哲学を展開し、そのなかでニヒリズムからの脱却を提唱しているのである。

## 世界史の4段階と「枢軸時代」

### 先史時代

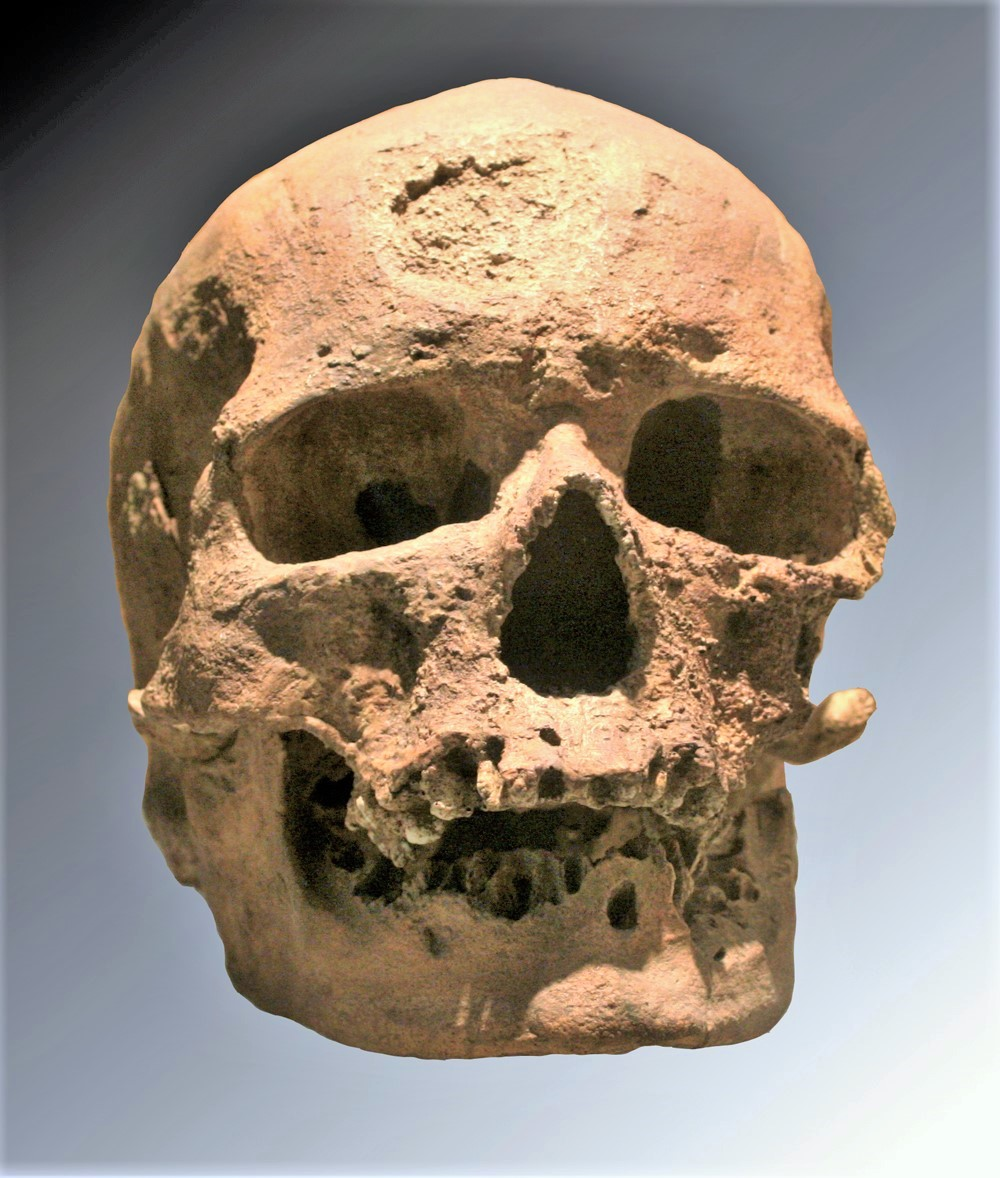
クロマニョン人の頭骨

歴史は文字による記録が伝承されている過去におよんでいる。その限りでは、文字の発明は紀元前3000年にまでさかのぼることから、人類の歴史は約5000年だと見なすことができる。しかし、人類の発生はそれに先だつ遙か過去のことであり、最初の人類は約500万年前 にさかのぼるとされ、つまりは人類は数百万年の先史時代を経て、ようやく5000年の歴史を有するに至ったにすぎない。この先史時代における人類の発展は広い意味で人間存在が「自然的基質構造」が生成されたあゆみであり、それに対し、歴史のなかでの発展は獲得された「精神的技術的内実」の展開である。ヤスパースはこのように述べて、先史と歴史は人間存在の2つの基礎をつくりだしたが、その期間の長短からみても、歴史的に形成された人間性は先史に獲得した「人間天性」を基礎としてそれを覆う表皮のようなものである、とみなす。したがって、人間は表皮を脱ぐ（脱がされる）ことはあっても先史に獲得した人間の天性を棄て去ることはできない。「まかりまちがえば、われわれは再び石器時代の人間に戻りかねないという不安が、われわれを脅かすかもしれぬが、この理由は、われわれがいつの時代にも、なお基底では先史時代の人間として存在しているからなのである」と彼は述べている。

### 人類の起源と同属性の問題
人類は、一元的な起源をもつものなのか、それとも多元的な起源をもつものなのか。これについてヤスパースは、一元的発生説に有利な事実、もしくは多元的発生説に不利な事実がいくつかあると述べている。アメリカ大陸で古い人骨が発見されず、いわゆるアメリカ先住民（ネイティブ・アメリカン）はユーラシア大陸から氷期にベーリング海峡を渡った人びとの後裔であろうと考えられること、またあらゆる人種が相互に混血し、依然として生殖能力をそなえた人間を新しく生むこと、最も高等だとされる動物を例にとっても、人間を動物から引き離す距離は人種間の距離よりも遙かに大きいこと、これらはいずれも一元発生説に有利な証拠だといえる。しかし、われわれはこれを実験によって経験的に確かめたり、立証したりすることはできない。
より重要なことは、人間は互いに他を理解しあうことができるという事実であり、人間同士のつながりは、人間がそもそも意識や思考や精神であるがゆえに成立するものだということである。そこに人間同士の最も内密な親近性があり、他方人間を他の動物から区別する断絶がある。これは、いわば「同属性」の信仰であるが、この信仰とともに現実にも人類の統一を実現しようという意欲が生まれるのである。すなわち、ひとつの起源をもつがゆえにひとつの目標を描きうるというのがヤスパースの信念なのである。

### 古代高度文化

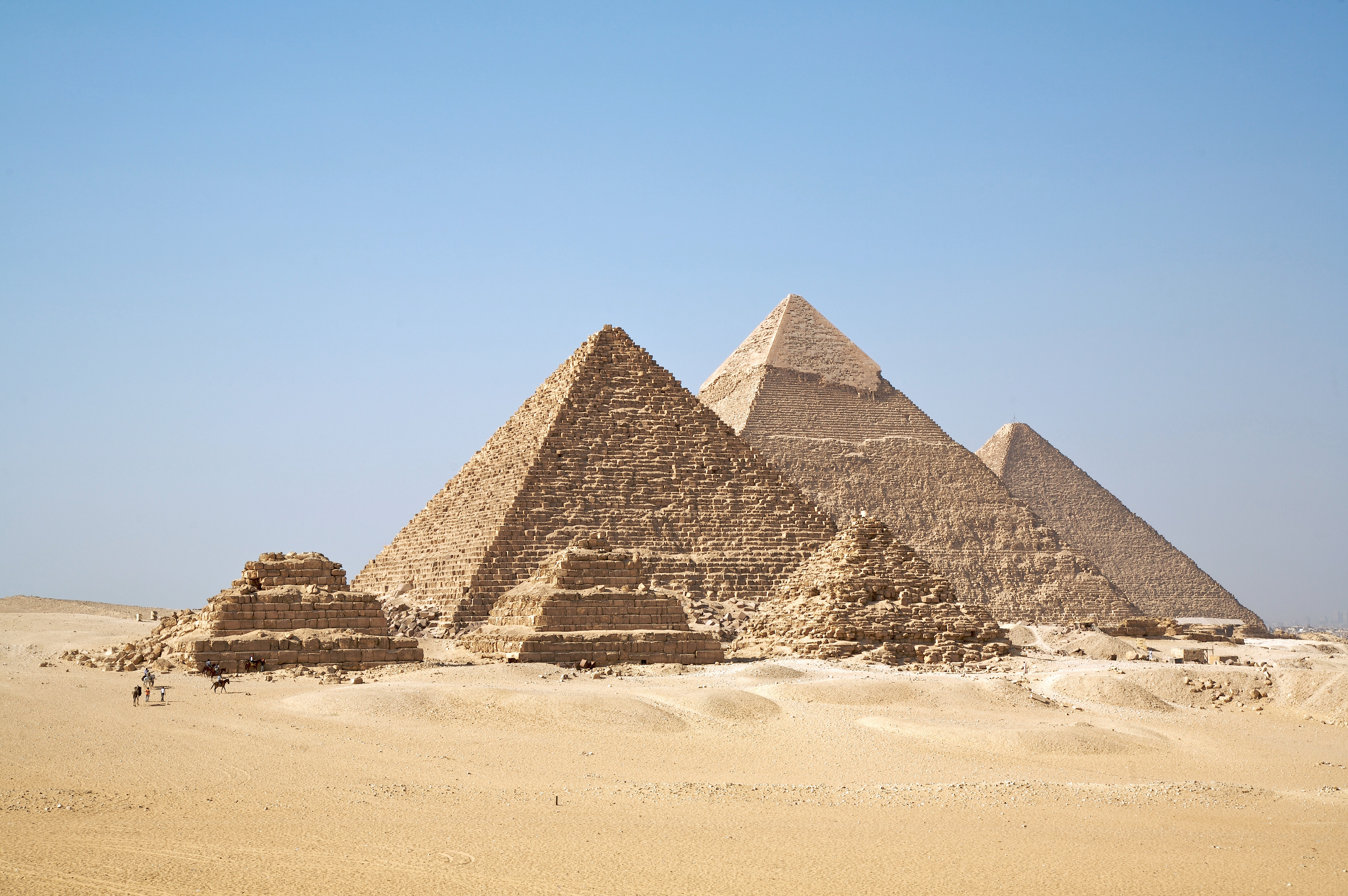
ギーザの三大ピラミッド

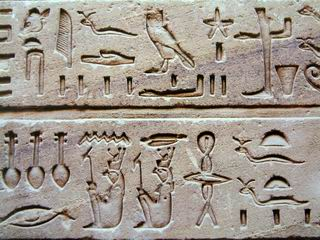
古代エジプトのヒエログリフ（聖刻文字）

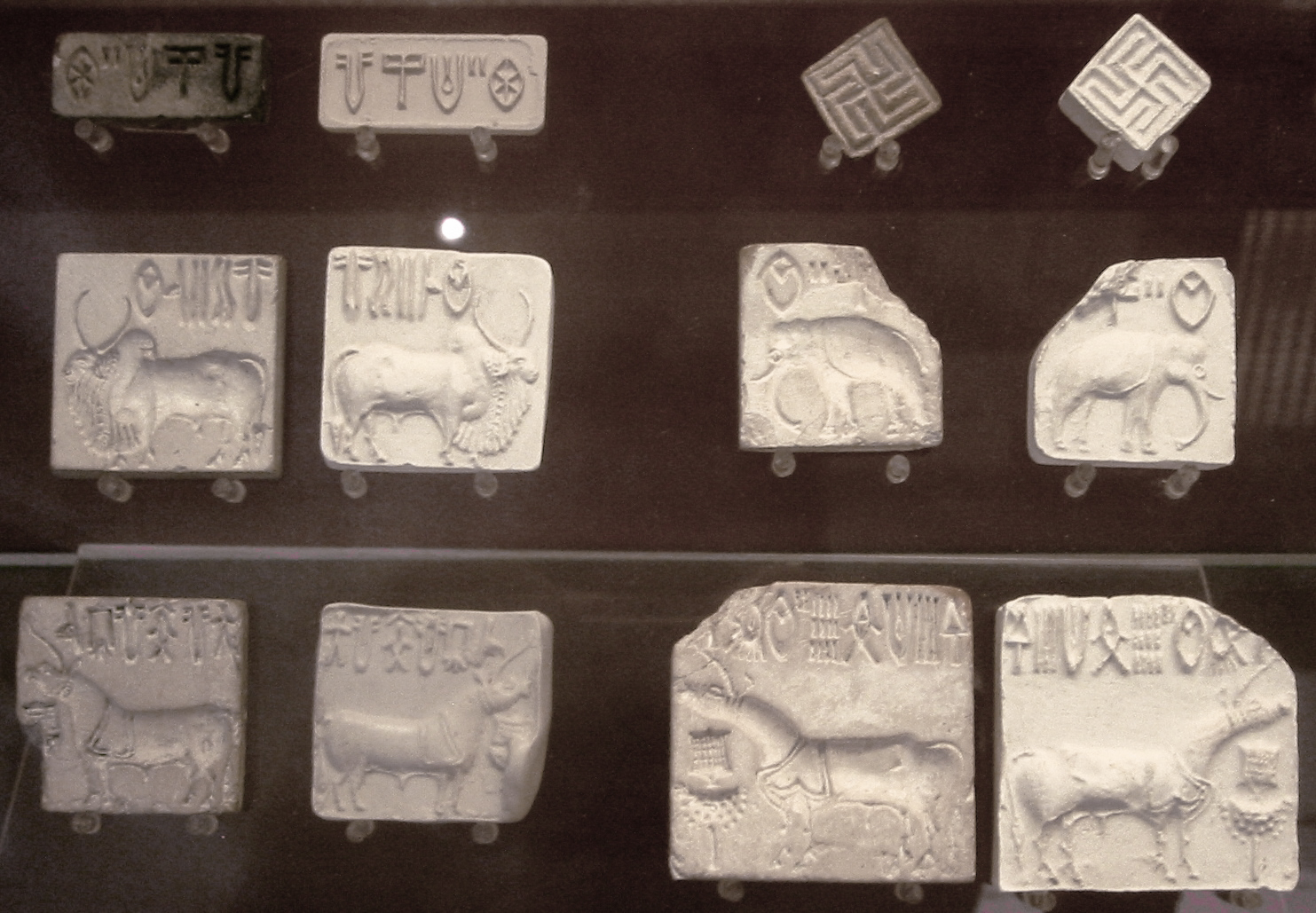
さまざまなインダス式印章—インダス文字（未解読）が刻されている

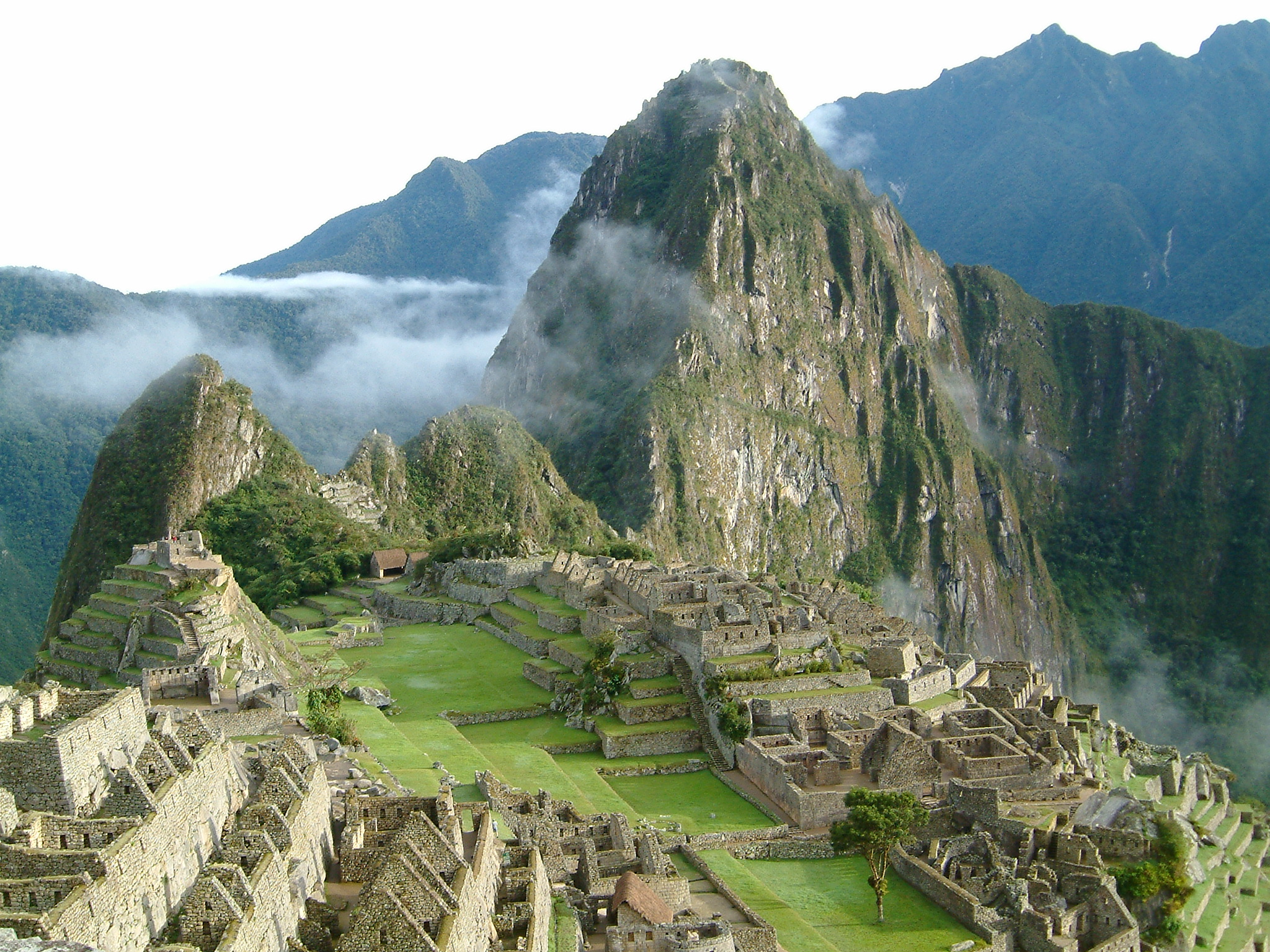
インカのマチュ・ピチュの遺跡（ペルー）

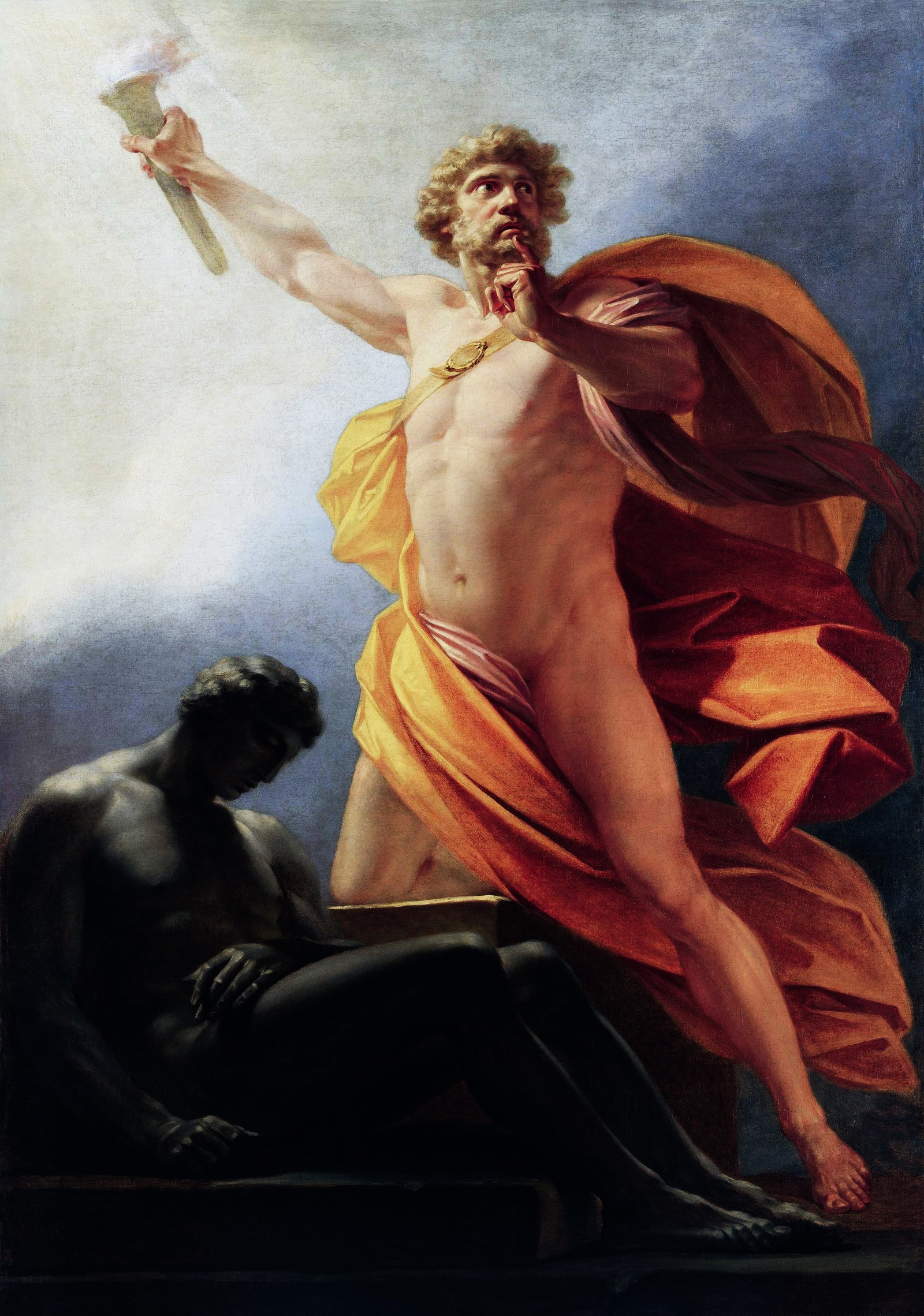
人類に火を伝えたといわれるプロメテウス

人類は古代高度文化の成立とともに文字のない先史の時代を終え、文字で記された記録を通して語り合うようになった。われわれが彼らの文字を解読するや彼らはすぐにわれわれ現代人に語りかける。
最古の都市文明シュメールよりはじまる、チグリス川とユーフラテス川の間を中心に栄えたバビロニア、ナイル川流域に栄えた古代エジプト、そしてエーゲ文明よりなる高度文化、アーリア人侵入以前のインダス文明と称される高度文化、黄河流域で展開された黄河文明を主とする太古中国の高度文化が、ヤスパースの述べる3つの「古代高度文化」である。
彼によれば、しかしこれらの高度文化においては、枢軸時代におけるような精神革命はまだ見られないのであり、メキシコやペルーにおいて数千年遅れて開化したアステカ、インカの文明にも精神革命は欠けており、アメリカ大陸におけるこれら諸文明は枢軸時代に由来する西洋文明と少し接触しただけで消え去ってしまったとしている。
ヤスパースは古代高度文化ではどのようなことが起こったかについて、「具体的因子」と称して5点掲げている。
1. ナイル川流域、チグリス・ユーフラテス川流域（メソポタミア）そして黄河流域では、治水と灌漑の組織化という課題が契機となって、中央集権化、官僚制度、国家形成が促された。
2. 組織化の必須的要件のひとつである文字が生み出され、書記階級が指導的役割を担うこととなり、「一種の知的貴族階級」が生まれた。
3. 共通の言語、文化、神話を有し、一体のものであるとの自覚をもった「民族」が発生した。
4. ややのちになってメソポタミアに始まる一連の「世界帝国」が生まれた（ヤスパースは、その起源を、文化圏への遊牧民族による不断の襲撃を食い止めようという課題にあったのだとしている）。
5. 馬が登場した。馬は戦車馬や騎乗馬として人間を大地から解放して広大な行動範囲と自由をあたえ、戦闘技術の革新を生み、さらには支配者の高揚した精神を生んだ。

こうしたできごとは、人間に「歴史」をひらき、それとともに人間は内面的にも大きく変化して、固定した先史の状態から「解放」された。その解放は、ヤスパースによれば、意識や記憶、精神的に獲得されたものの伝承による「単なる現在」からの解放であり、合理化あるいは技術による、その場限りの生存から将来への備えと保証のある生活への解放であり、さらには、支配者や賢者というかたちでその人の行為・業績・運命が明らかになっている人間を鏡とすることによって得られた、「愚昧な自意識」あるいは「魔神の恐怖」からの解放であった。いわゆる「自然民族」として今日まで至っている諸民族は、古代高度文化にまったく参与しなかった民族であるとしている。
とはいえ、ヤスパースの見解にしたがえば、上述のとおり、これら古代高度文化には枢軸時代にみられるような人間精神における重大な変化はみられないのであり、むしろ大規模な組織化はすぐれた文明をそなえながらも無自覚的に生きる人間をうみだしたとしている。ヤスパースは「とりわけて技術的な合理化は本来の反省を欠いた無自覚性に対応する」と述べている。これは、古代高度文化における限界の指摘としてはきわめて辛辣なものといえるが、同時に現代人に対する辛辣な批判ともなっている。
ヤスパースによれば、古代高度文化には、真に歴史的な動きが欠けていた。目立った最初の創造があってのち、枢軸時代の招来される数千年のあいだ、精神的にはほとんど動きがなく、歴史的な大事件によって中断された文化の再興が絶えず繰りかえされるだけであった。その間、征服や革命、民族の断絶・混淆など、さまざまなできごとはあったが、これらは人間存在を精神的歴史的に決定づけたものでないのである。
ヤスパースがこのように古代高度文化を把握するとき、そこには「世界史の図式」において位置づけられた、新たなるプロメテウスの時代、すなわち「科学的-技術的時代」がそのまま成長し続けるときに生ずるであろう人類の未来の姿と重なっている。現代における大規模な技術化と組織化、合理化は、「古代高度文化」におけるそれと同様、人間精神と歴史の停滞をまねきかねないのである。

### 東洋の停滞と西洋の発展
枢軸時代後の進展については「枢軸民族」の節でもふれたが、ヨーロッパ文明を拓いたゲルマン人、ビザンティン文化を発展させたスラヴ人、イスラーム文化を開花させたアラブ人 は「枢軸民族」ではないものの、その精神をひきついだ民族であり、東洋では日本人、マレー人、タイ人がそれにあたるとしている。枢軸時代が存在しなかったら、これら独自に新しい文化をきずいた諸民族のその後の運命も異なったものとなっていたに違いない。
ヤスパースはしかし、同じ枢軸時代を経験しながらも、その後西洋の諸文化のみが発展し、インドや中国では文化の停滞が生じたとしている。その違いは何によるのかについてのヤスパースの考えは以下のとおりである。

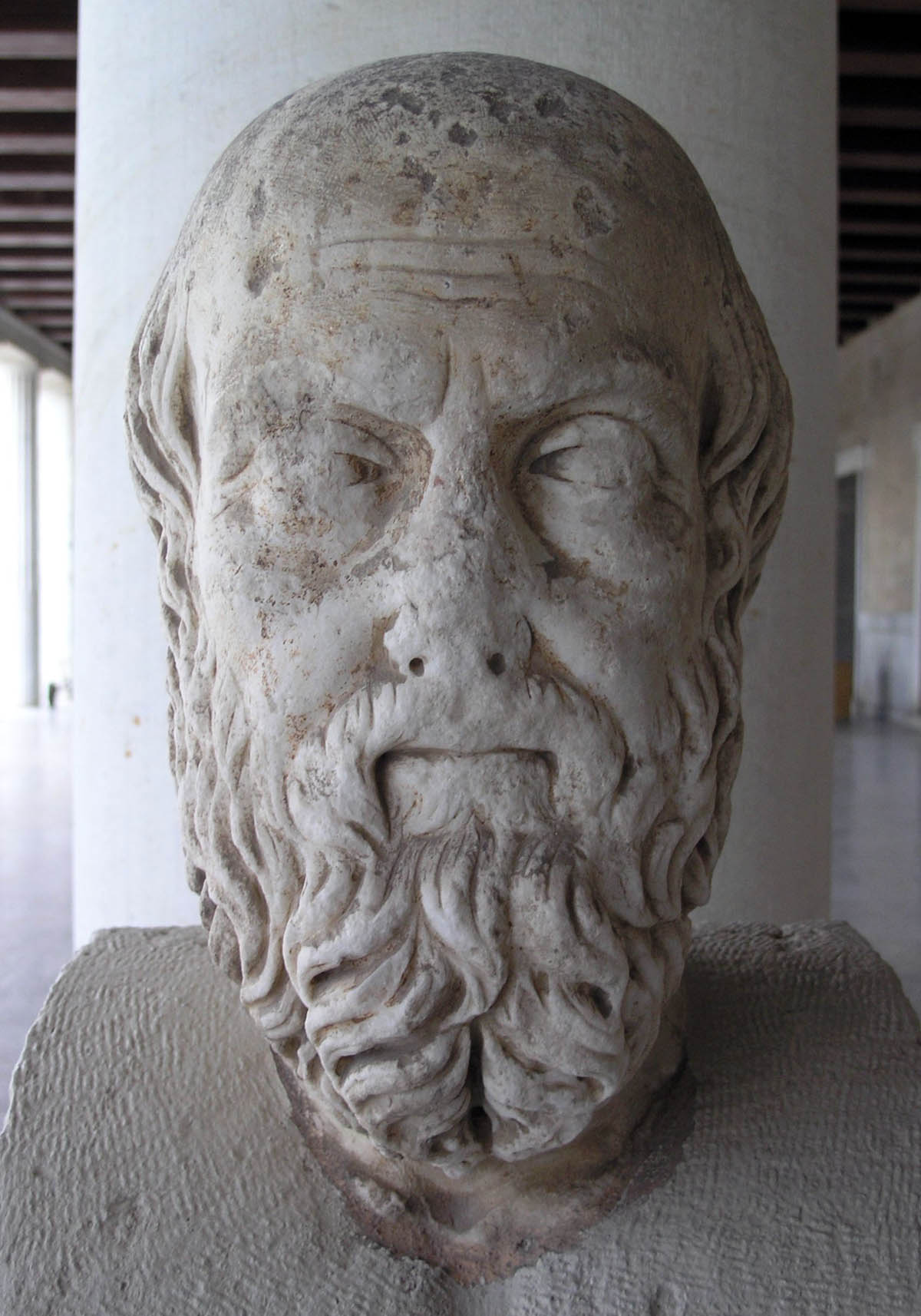
「歴史の父」ヘロドトス

西洋では、古代ギリシャの時代から西洋と東洋の対立を含んだまま歩んできた。西洋ではヘロドトス以来、東洋と西洋の対立はオリエント（「朝の国」、モルゲンラント）とオクシデント（「夕の国」、アーベントラント）の永遠の対立として意識されてきたが、この対立意識こそが西洋文化を発展させる原動力となってきたのである。つまり、西洋はたえず東洋を強く意識し、ときに東洋と対決し、東洋から受け入れられるものは受容してそれを同化しながら成長してきた。ギリシャ人とペルシア人、東西2つのローマ、東西2つのキリスト教、西洋とイスラーム、ヨーロッパとアジア、西洋はいつでもこのような二項対立のなかで発展したのであり、そこに西洋の特異性がみられる。それに対し、東洋では西洋との対立を意識しなかった。異質な文化に対し積極的に対決しようとはしてこなかった。精神とは、対立などを契機にして自己を意識し、闘争の場に置いて自己自身を発見したとき、初めて生きたものとなり、結実豊かなものとなる。西洋は母なる東洋と対決するたびに精神を若返らせてきたが、東洋は離れていった西洋に対し無関心だったのである。
とはいえ、1500年頃までは大文化圏のあいだには類似性が認められ、東洋も西洋も同程度の文明を保ちつづけてきた。東洋の停滞が明らかになってきたのは、それ以後の大航海時代以降のことであり、「世界史の図式」の第4段階に入ってからである。この段階における科学と技術の起源はゲルマン・ローマ諸民族に帰せられる。これによって全地球を覆う人類史（世界史）が始まったのである。
18世紀以降、西洋の歴史学者の多くが東洋には歴史がないと主張したのはヨーロッパ中心的な偏見にすぎないが、しかし、そこに理由がないわけではなかった。彼らは当時の停滞したアジア社会のみに着目したから、そういう結論に至ったのだとヤスパースはみる。逆に、こんにちの西洋の歴史家のように、西洋が没落しつつあるとして、東洋の将来性のみを強調するのも誤りである。こうした見方も、実のところ18世紀の歴史家の見方を裏返しただけで、歴史は西洋にしかないという予断を含んでおり、東洋には歴史もなかったから没落もないというに等しい。ヤスパースは、インドや中国も枢軸時代に参画したとみることによって、西洋と東洋を包括した世界的な人類の統一の基盤を求めようとしたのであった。

## 「枢軸時代」の周辺

### M.ウェーバー、アイゼンシュタットと「枢軸時代」

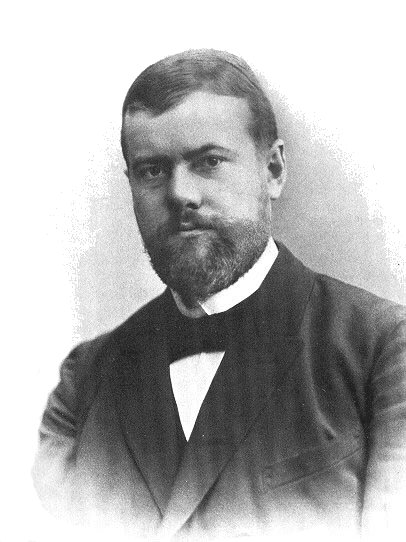
マックス・ウェーバー（1894年撮影）

ドイツの著名な社会学者でアルフレートの兄マックス・ウェーバー（1864年–1920年）は、ヤスパースの思想がかたちづくられるのに際し重要な役割を演じた。M.ウェーバーは、宗教の出発を「人間がどこから来て、どこへ行くのか」という疑問であったと指摘しているが、ヤスパースもまた『歴史の起原と目標』の冒頭において、この問いを発している。
シュムエル・アイゼンシュタット（en）は自著『枢軸時代文明の起源と多様性』（The Origins and Diversity of Axial Age Civilizations ）において、マックス・ウェーバーがこの時代の重要性の背景を考察した『儒教と道教』、『ヒンドゥー教と仏教』、『古代ユダヤ教』などの著作を取り上げて、それについて論究し、エリック・フェーゲリン（en）の"Order and History"とともにその平行関係に着目している。
ヤスパースによる「枢軸時代」の提言は、アイゼンシュタットが出席した会議によって示され、1975年のダイダロス（Dædalus）の発表によって広汎な承認がもたらされた。そして、この時代がユニークで、変化力をもち、重要であったというヤスパースの指摘は、他の学者、たとえばヨハン・アラナソン（Johann Aranason）のような他の学者のあいだにも議論を引き起こしたのである。

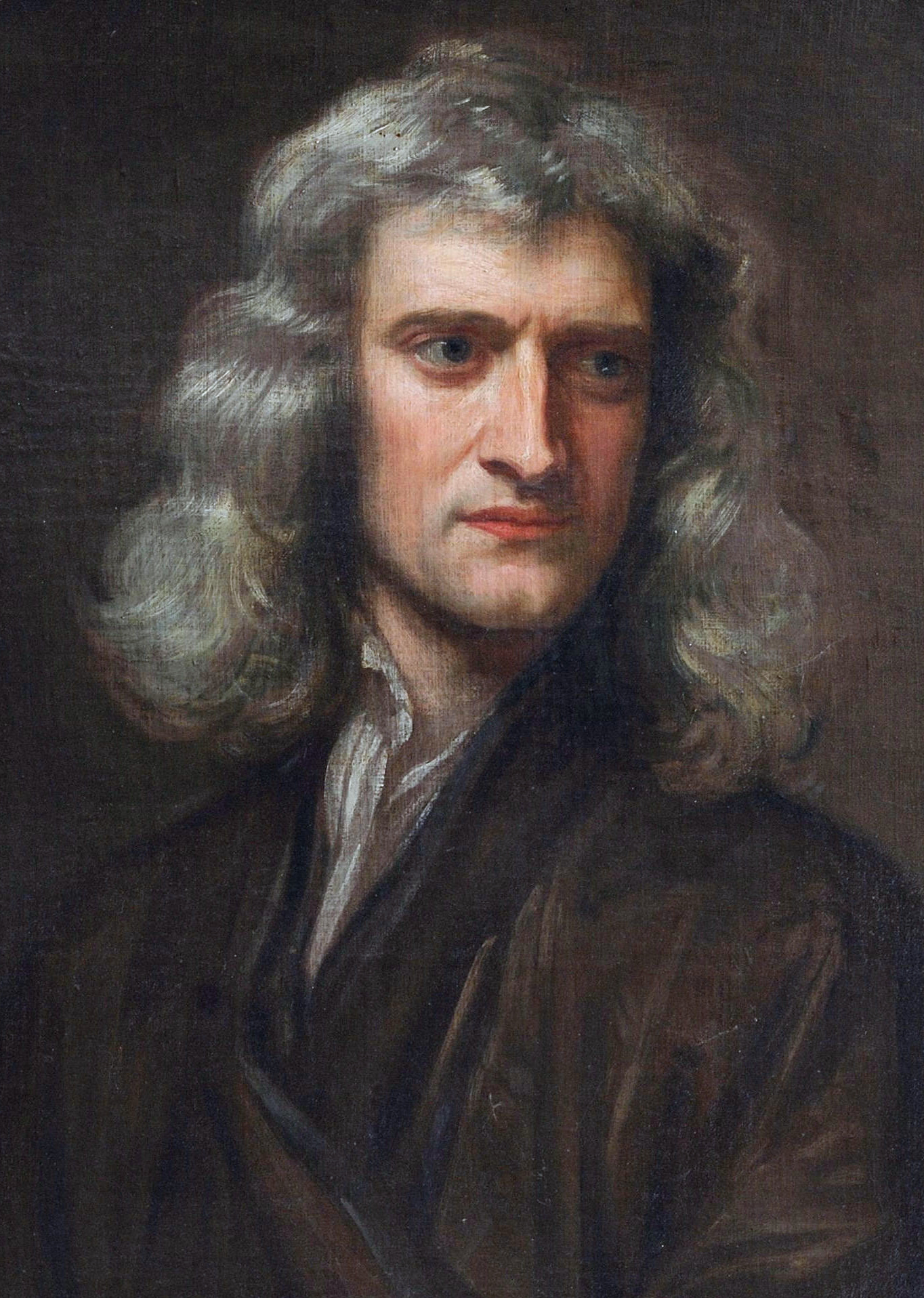
ニュートン

### カレン・アームストロングと「枢軸時代」
宗教史家カレン・アームストロング（en）は、自著『大変革』（The Great Transformation）において、「枢軸時代」と称される時代の考察をおこなっており、その理論は学術会議においても焦点でありつづけた。この語の用法はヤスパースの最初の叙述から拡充されており、彼女は17世紀以降の「啓蒙主義の時代」を「第二の枢軸時代」であると論じ、アイザック・ニュートン（1643-1727）やジークムント・フロイト（1856-1939）、そしてアルベルト・アインシュタイン（1856-1939）のような科学者、思想家がこれに含まれるとして、こんにちの宗教は枢軸時代の大変革における洞察に立ち戻る必要があると主張している。この対照性、すなわち宗教や俗事における伝統的な諸関係もしくは伝統的な思考法が変わりつつある相似的な対照性において、近代という時代は「新しい枢軸時代」として示唆されるとしている。

### フェミニズムと「枢軸時代」
フェミニズムの立場からは、「枢軸時代」は父権的宗教の興起した時代であり、それ以降の諸思潮、諸制度は基本的に現代に至るまで一貫して父権的であるとして、しばしば批判的見解が寄せられることがある。これは、しかし「枢軸時代」という構想そのものの有効性は認めており、それをむしろ前提にした議論であるといえる。

### 「精神革命」と「多系史観」

#### 伊東俊太郎「精神革命」
科学史家で比較文明学者の伊東俊太郎は、その著『文明の誕生』のなかで、人類のあゆみを「人類革命」（約600万年前）、「農業革命」（約1万年前）、「都市革命」（紀元前3500年頃-紀元前1500年頃）、「精神革命」（紀元前6世紀-後1世紀）、「科学革命」（17世紀以降）の5段階を経て発展したものとし、このうち国家組織および階級の成立、文字の発明や商業の発達に焦点をあてて「都市革命」について論述している。
近年、伊東は「科学革命」の第2期、第3期としてそれぞれ「産業革命」（18世紀後半）と「情報革命」（20世紀後半）をあて、これら科学革命を経て今日に至り、現代は人類にとって第6の転換期である「環境革命」の時代を迎えていると主張している。

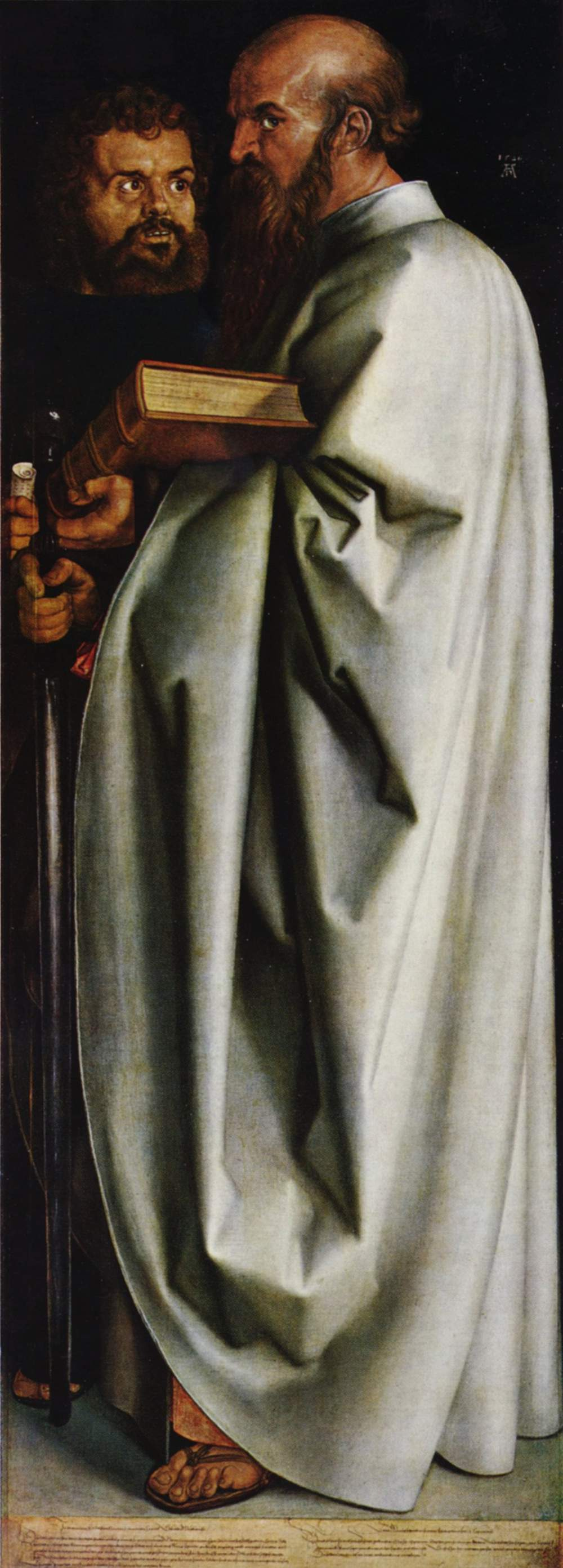
パウロ（右）とマルコ（デューラー『4人の使徒』より）

伊東の唱える「精神革命」（Spiritual Revolution）は、時期区分や定義のうえで若干の相違はみられるものの、その意義と歴史的位置づけはヤスパースの提唱する「枢軸時代」とほぼ重なっている。伊東は、「精神革命」のプロセスと内容を下表のようにまとめ、そこにおける「文化の多様化」を重視している。
| 精神革命のプロセス            | 中国                 | インド                      | ギリシャ                               | イスラエル                    |
| ----------------------------- | -------------------- | --------------------------- | -------------------------------------- | ----------------------------- |
| 1.始原                        | 書経（尚書）         | ヴェーダ                    | ホメロス                               | 旧約聖書                      |
| 2.多様化                      | 諸子百家             | ウパニシャッド・六師外道    | ソクラテス以前の哲学者                 | 預言者たち                    |
| 3.師祖                        | 孔子                 | ゴータマ・シッダールタ      | ソクラテス                             | イエス・キリスト              |
| 4.祖述                        | 孟子                 | マハーカーシャパ            | プラトン                               | パウロ                        |
| 5.世界国家                    | 漢帝国（武帝）       | マウリヤ朝 （アショーカ王） | ヘレニズム王朝 （アレクサンドロス3世） | ローマ帝国 （テオドシウス帝） |
| 精神革命の内容 対象 目的 方法 | 道 道徳的実践 直感的 | ダルマ 瞑想的解脱 思弁的    | イデア 観想的認識 理論的               | 律法 宗教的救済 啓示的        |

なお、伊東は中国の仏教化、ヨーロッパのキリスト教化、イスラームの勃興という3つの動きを総称して「第2次精神革命」と呼んでいる。

#### 村上泰亮「文明の多系史観」
1979年に公文俊平、佐藤誠三郎との共著として『文明としてのイエ社会』を刊行した理論経済学の村上泰亮は、同年から翌年にかけて『中央公論』誌に「批判的歴史主義に向かって」と題する論文を8回にわたって連載した。そのなかで村上は、世界的な視野に立てば、歴史発展の過程は本質的には多系的であるとして、西欧型とは異なる近代化の途、プロセスがあることを示し、トインビー史観や梅棹忠夫の生態史観などを批判して、従来の一元的発展史観を克服するものとして多系的歴史観を唱えた。さらに、ユーラシア大陸の3大文明、すなわちヨーロッパ古典古代、インド、中国の歴史を比較して農業文明期とくにその後半における歴史的多系化の要因に関する多くの仮説を提唱した。

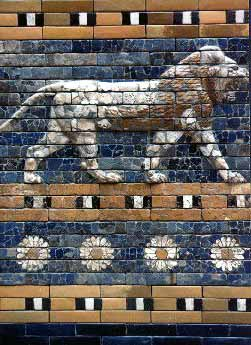
メソポタミア神話における性愛、戦争、金星の女神「イシュタル」のレリーフ（イラク、バビロン）

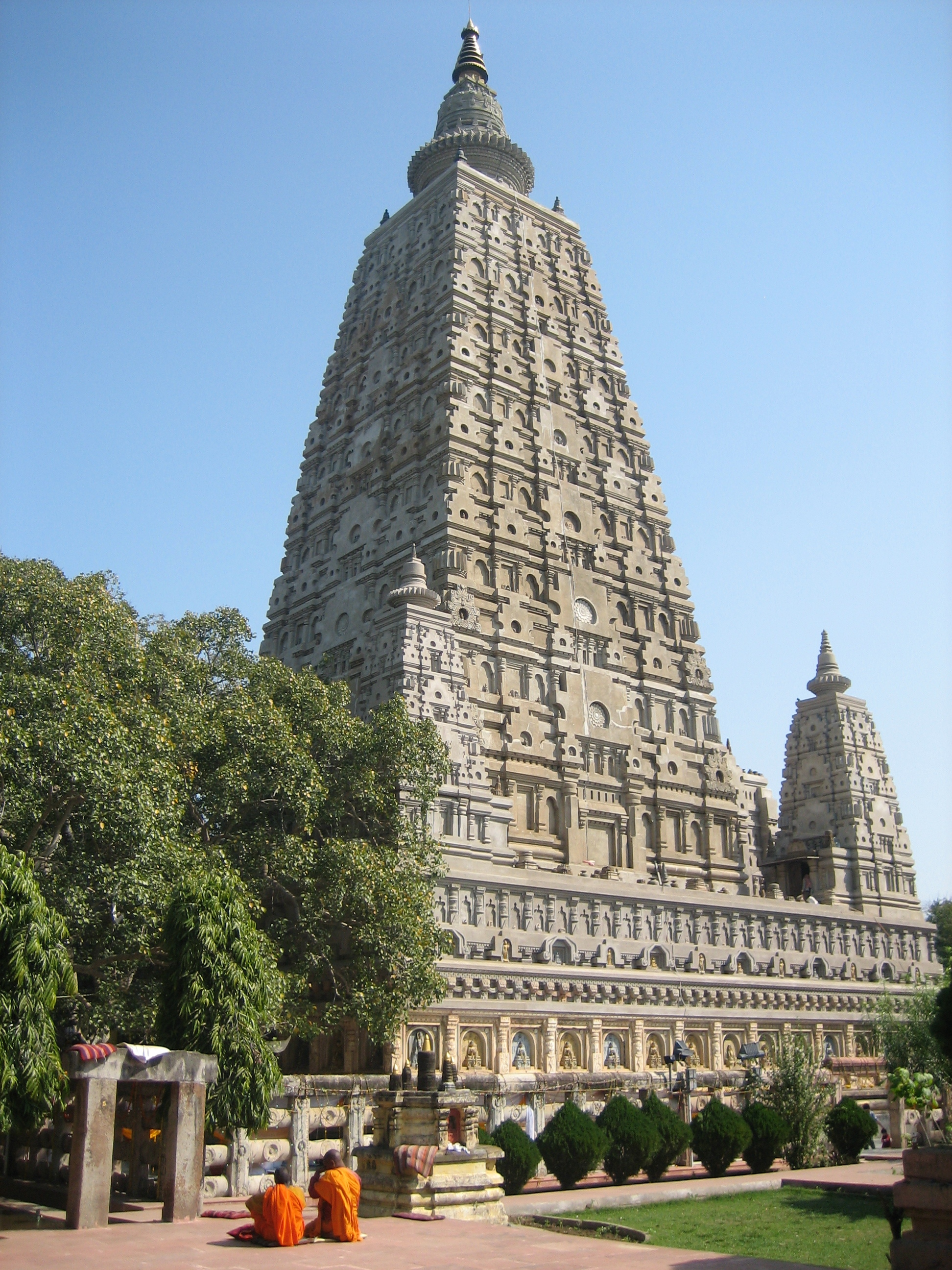
ゴータマ・シッダールタが悟りをひらいた「ブッダガヤの大菩提寺」（インド、ブッダガヤ）

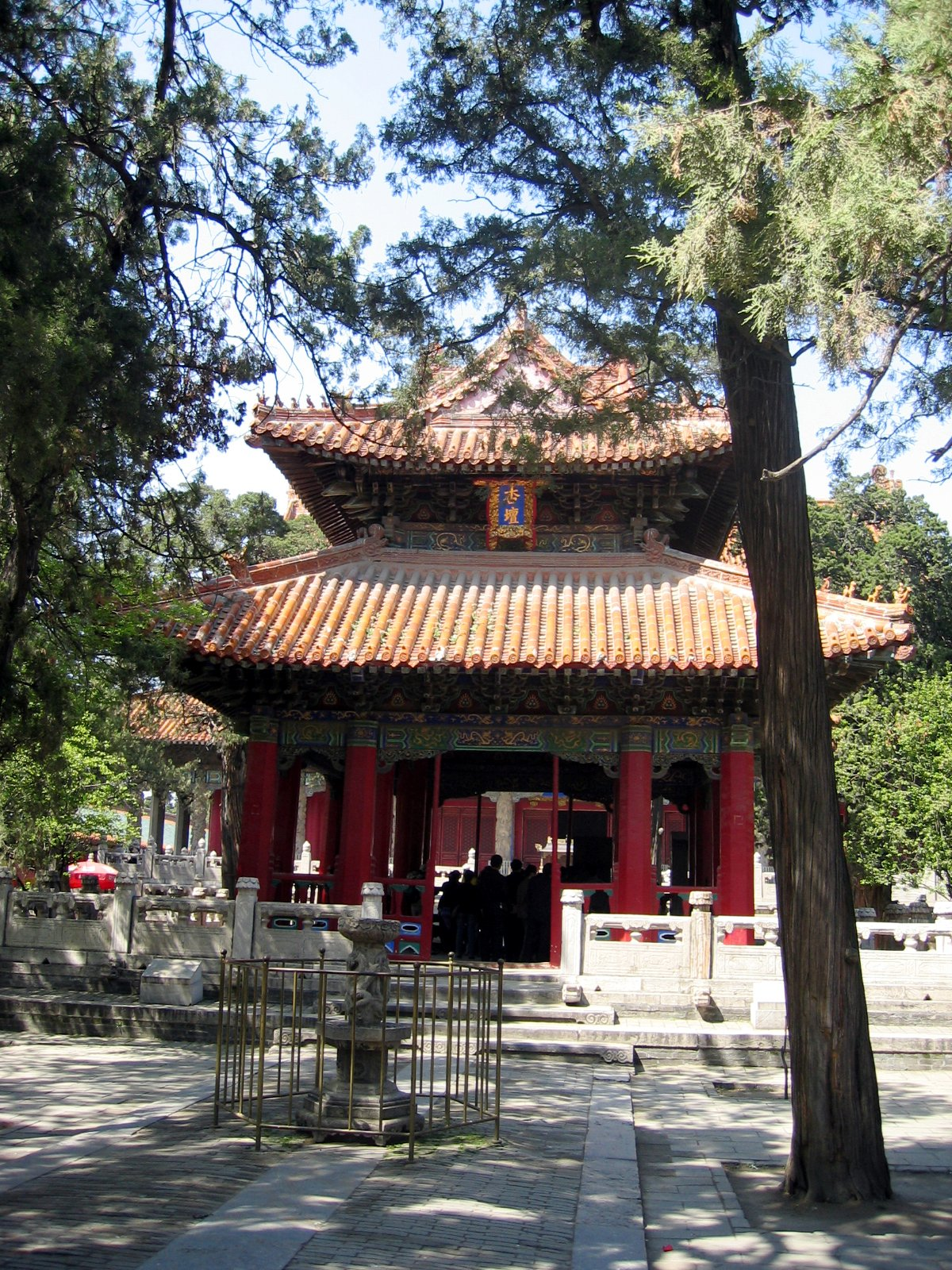
孔子廟の杏壇門（中国、山東省曲阜）

村上によれば、約1万年前に中近東の「肥沃なる三日月地帯」における定着農耕の始まり（伊東のいう「農業革命」）は、紀元前一千年紀における「有史宗教」の成立（伊東のいう「精神革命」）と、それにもとづく文明大帝国（古典古代・インド・中国）の成立によって二分される。村上はまた、有史宗教の有無によって精神革命以前を第一次農耕文明、以後を第二次農耕文明と呼んでいる。
また、人間集団の存続をその内外で正統化する根拠で最も有力なものとして「血縁（キンシップ、kinship ）」を掲げ、これが人類最古の組織原理であったろうと村上は推定する。そして、定着農耕開始期には比較的平等な血縁的集団である氏族（クラン、clan ）がみられたことは歴史的な事実として確認されており、農業生産の高まりに応じて集団規模が拡大すると、それにともなって自らの祖先たちを位階的に体系化する伝承や神話が各地に生まれたとする。
「位階化神話」 は祖先神の体系に修正ないし拡大をほどこして、実際には血縁のつながりのない人びとをも想像上の血縁関係のなかに取り込んでいき、家族 → リニージ（同祖集団） → クラン（氏族） → クラン連合（部族） → 部族連合（民族）へと、血縁的正統化の論理によって拡大される。こうして事実上の血縁関係の後退は神話的な血縁関係によって補完され、首長制から王制への連続的な進化がなされる。村上は、都市を生み出した各種の古代文明のうち、最も非血縁的であるかにみえるメソポタミア文明においても、その宗教の内実は「位階化神話の高度化」であったと評価し、エジプトでも同様にみられる神々の階層化と広大な宇宙論との集大成こそが、宗教学者ロバート・ニーリー・ベラーのいう「古代宗教」である、とする。
R.N.ベラーは、古代宗教と有史宗教を分ける基準として、あらゆる有史宗教は超越的で、普遍主義的であることを指摘している。東方の儒教・仏教・ヒンドゥー教の場合は抽象的な宇宙原理、西方のキリスト教・イスラーム教の場合は創造神でもある唯一神にもとづいた現世を超える世界をもち、何らかのかたちで現世拒否的な部分を内包して、神話の束縛から抜け出している。また、人間はどのような民族の出身であるか、あるいはどの神に仕えているかではなく、血縁的な原理を超えて、すべての人間が救済可能なものとして等しい存在となる。村上は、東西のこれらの世界宗教に加え、ソクラテス以降のギリシャ哲学、ゾロアスター教、ジャイナ教、道教も「有史宗教」あるいはそれに準ずるものとして掲げているが、これらはまさにヤスパースが「枢軸時代」で掲げた諸思潮であった。
有史宗教の発生すなわち「精神革命」が何によってもたらされたかについて、村上は「鉄器の使用」という契機を検討するが、鉄はギリシャよりも中近東ではるかに豊富であることを理由としてこれを排し、階層的血縁社会という共通の枠組みにありながらも互いに非常に異質であった農耕社会と遊牧民の社会（中国においては非農耕的な民族の社会）とが接触し、交渉し、反応しあったことに原因を求めている。
いずれにせよ、有史宗教（世界宗教、高等宗教）とそれにもとづく第二次農耕文明においては、古典古代、インド、中国ともに互いに相違する点を有しながらも、以下の2点において共通の基本型が認められる。
第一に、それぞれの農耕文明は異なる種族や地域を統合するような文明の原理をもっており、人びとはその文明原理ないし有史宗教を受容する限りにおいて、その文明の成員でありえた。中国でもインドでも無数の言語が使用され、外来種族の出身者もしばしば皇帝となった。にもかかわらず、中国文明、インド文明は依然として存続しつづけた。ギリシャ・ローマの古典古代においては、包容力という点では東方文明に比較してむしろ劣っており、各ポリス市民あるいはローマ市民の資格は容易に血縁的原則から解き放たれることがなく、有史宗教を取り込んで吸収することにも失敗した。
第二に、第二次農耕文明は、重層的・複合的な社会システムによって成り立っている。下層を形成する農耕民や民衆は、依然として血縁的な集団のかたちに組織されるいっぽう、上層を形成する帝国統治のシステムは、中国の官僚制、インドのカースト制、また古典古代の共和制の、いずれも血縁から脱却されたかたちでの規範化がなされている。その結果、生じたのは中国、インドでは統合力の稀薄化であり、古典・古代では早すぎるローマ帝国の崩壊でなかったか、としている。
村上は、このように述べて「有史宗教」が農耕文明の変質に果たした役割を強調し、それを組織原理という観点から論じているのである。

### 「枢軸時代」と現代
1970年代以降のハイテク革命による都市間ネットワークの高度化および緻密化、冷戦終結後に本格化したグローバル化の本格的な進展は、世界史を一体的にみて再解釈するさまざまな試みを生んでいる。世界的にはイマニュエル・ウォーラステインの世界システム論があり、日本でも生態学者梅棹忠夫の生態史観、上述した村上泰亮の多系史観、歴史学者宮崎正勝のネットワーク論などがある。そうしたなかでヤスパースの掲げた観点は今日あらためて注目を浴びている。

#### 「歴史の同時化」と「枢軸時代」
西洋史学者樺山紘一は、「現在、進行しつつあるグローバルな現実は、いわゆる『世界の一体化』と『歴史の同時化』とよばれているものの行きついた結果である」、と述べ、一体化、同時化とはあくまでも相対的な表現であり、その様態や進行の度合いは多種多様であるとしながらも、「世界の一体化」や「歴史の同時化」がこんにち問題にされるのは、両者が現代社会の顕著な特徴でもあり、その歴史的淵源や展開のプロセスをたどることが「現代」という時代を理解するのに必須であることを主張している。
樺山はこのなかで、「一体化」「同時化」を世界史のなかで論ずる際に重視すべき観点 のうちの一つとして、一体化や同時化が歴史上の諸事例においては大帝国や巨大な経済力によってもたらされたことが多いが、そうした巨大な力がなくても一体化、同時化が実現されることがあることを掲げている。
そのなかで樺山は紀元前5世紀から紀元前4世紀にかけて、中国、インド、地中海沿岸の各地域において都市国家的な政治秩序が生まれ、それを背景に各地域で古典哲学が生まれたことを特筆している。これはヤスパースの指摘した「枢軸時代」の例にほかならない。ただし、樺山自身は「枢軸時代」の用語には言及しない。なお、同様の例として樺山は、西暦3世紀から4世紀にかけて、ユーラシア大陸の東西両端において経済危機が発生し、諸民族のはげしい移動が起こったことを掲げている。

#### 世界システム論と「枢軸時代」
I.ウォーラーステインは、ヤスパースの「枢軸時代」構想に具体的な言及をおこなっていないが、「世界システム論」と「枢軸時代」の構想には共通点がある。両者はいずれも、世界を一体的なものとしてみる発見的なモデルなのである。

### 「枢軸時代」批判

#### 「黒いアテナ」

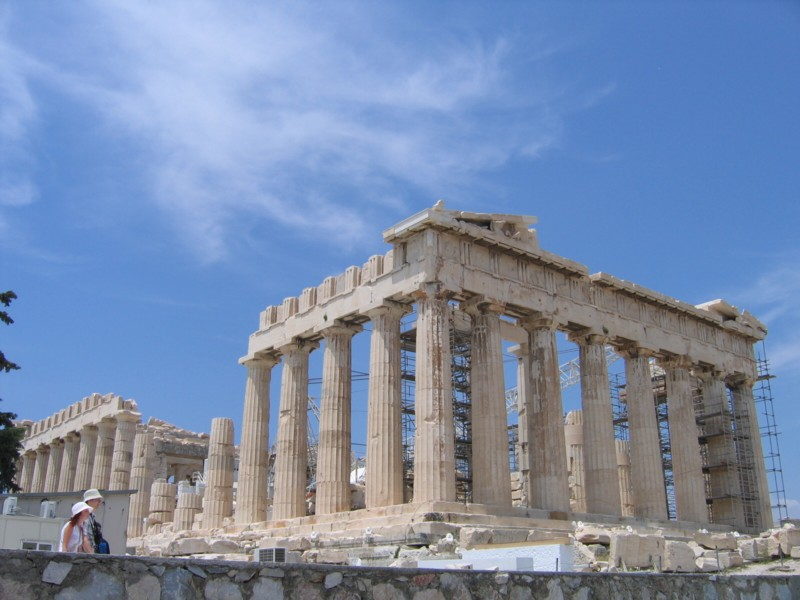
内部にアテナ神を祀ったパルテノン神殿（ギリシャ、アテネ）

「枢軸時代」に対する有力な批判のひとつがイギリスの歴史家マーティン・バナールによるものである。バナールは、1987年の自著『黒いアテナ』のなかで、古代ギリシャの女神アテナは、金髪で碧い眼をした「白い女神」ではなく、「黒かった」と述べている。すなわち、バナールは考古学、言語学、諸文献、神話などの綿密な考証から、古代ギリシャの成り立ちは古代エジプトおよびフェニキアの植民地なのであり、その起源はインド・ヨーロッパにあるのではなく、アフリカおよびアジアにこそあったのだとする仮説を提唱している。そして、「古代ギリシャのアーリア起源」説（アーリアン・モデル）にもとづいて古代ギリシャを自らの文明の起源に仕立てあげたのは、近代ヨーロッパ、とくに18世紀後半から始まるドイツを中心とする人種差別的な歴史観にもとづいたものであり、これは一種の歴史の偽造ではないかとして、文明史におけるパラダイムの変換を説いているのである。
小田実もまた、バナールの見解を受けてヤスパースの「枢軸時代」の提唱における「隠れた意図」は、ギリシャの事例で露呈すると述べている。すなわち「枢軸時代」説は、ギリシャ人が、この場合は「ヨーロッパ人」が文明世界の端緒に参画していたという説であり、ヤスパースは結局のところアーリアン・モデルに立脚しているのではないかとの疑念を表明している。

#### ヨーロッパ中心主義、一元的歴史観に対する批判
「枢軸時代」の提唱は、ヤスパースの企図としてはヨーロッパ中心史観からの脱却という契機があったことは上述のヤスパース自身のことばからも明らかであるが、実際のところはヨーロッパ中心史観へと回帰しているという批判がある。また、上述した村上泰亮は「枢軸時代」で指摘される平行現象に同様の関心と問題意識を払いながら、ヤスパースの構想には何ら言及していない。梅棹の生態史観を「一見多系的にみえながらそこに内在する一元歴史観」として批判する村上の多系史観は、人類をひとつの起源とひとつの目標をもつと考えるヤスパースの宗教的信念や歴史観とはかけ離れているばかりでなく、結論としては逆方向の「多系性」を指向する。「精神革命」を唱えた伊東俊太郎は簡単に「枢軸時代」に言及しているが、その位置づけについてはヤスパースの提案は換骨奪胎されており、伊東自身は「多様化」を主張している。
方法論としてヤスパースは上述のとおり、実証的な歴史研究ではなく、哲学的な自覚を通して「枢軸時代」に近づこうとしており、それゆえ歴史学者がこの議論を取り上げることは決して多くない。むしろ従来看過されてきたのであり、樺山紘一の指摘においても「枢軸時代」の用語は登場しない。
ヤスパース自身が想定した「異議」、すなわち、枢軸時代において中国、インド、西洋において共通しているようにみえる現象はやはり見かけだけではないのか、枢軸時代とは歴史的事実ではなく、一つの価値判断の結果にすぎないのではないか、そしてまた、こうした平行関係に歴史的性格は認められないのではないかという疑問や批判は依然つきまとうのである。